# Biserica de lemn din Reghin

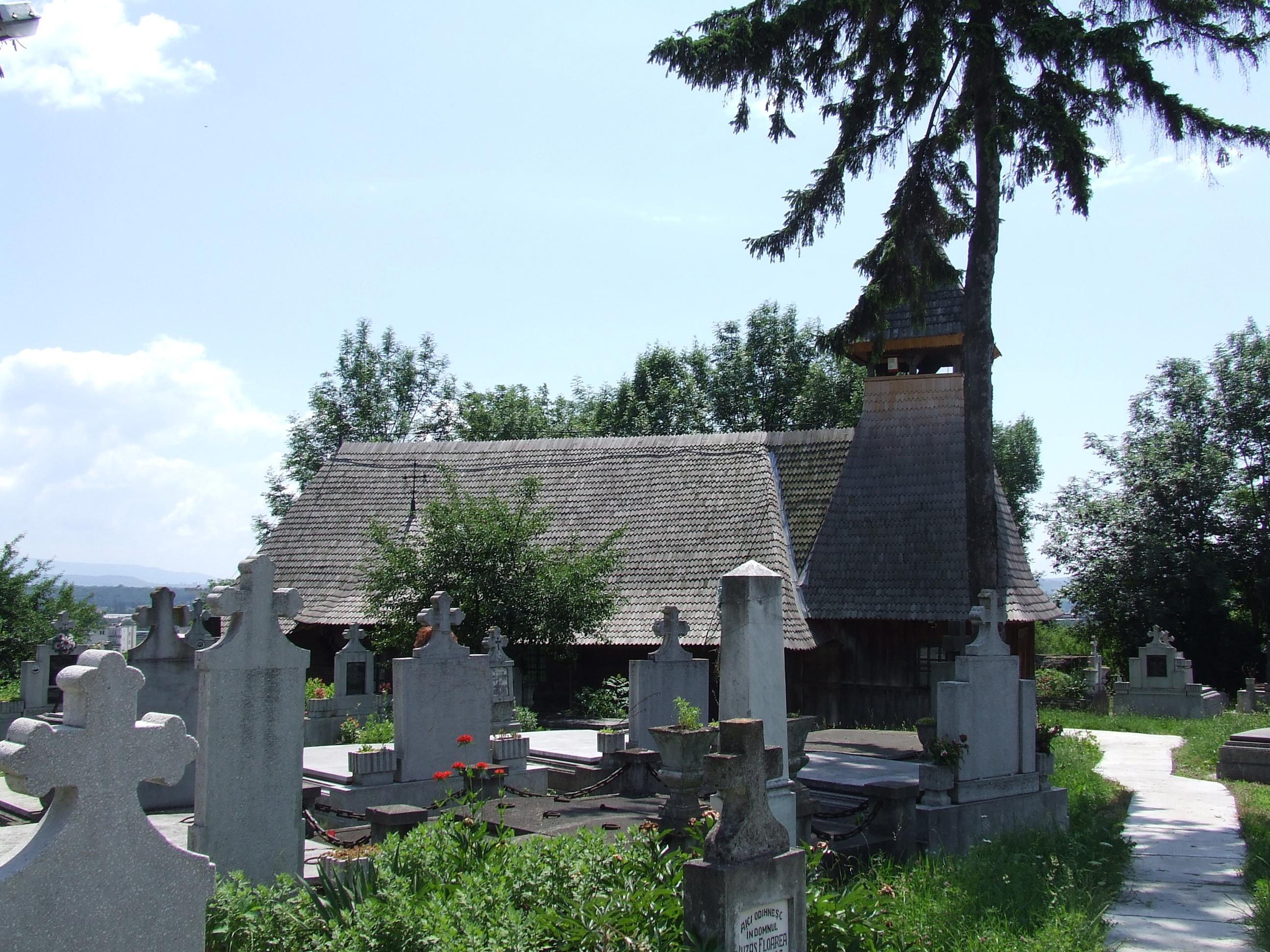
Biserica de lemn din Reghin

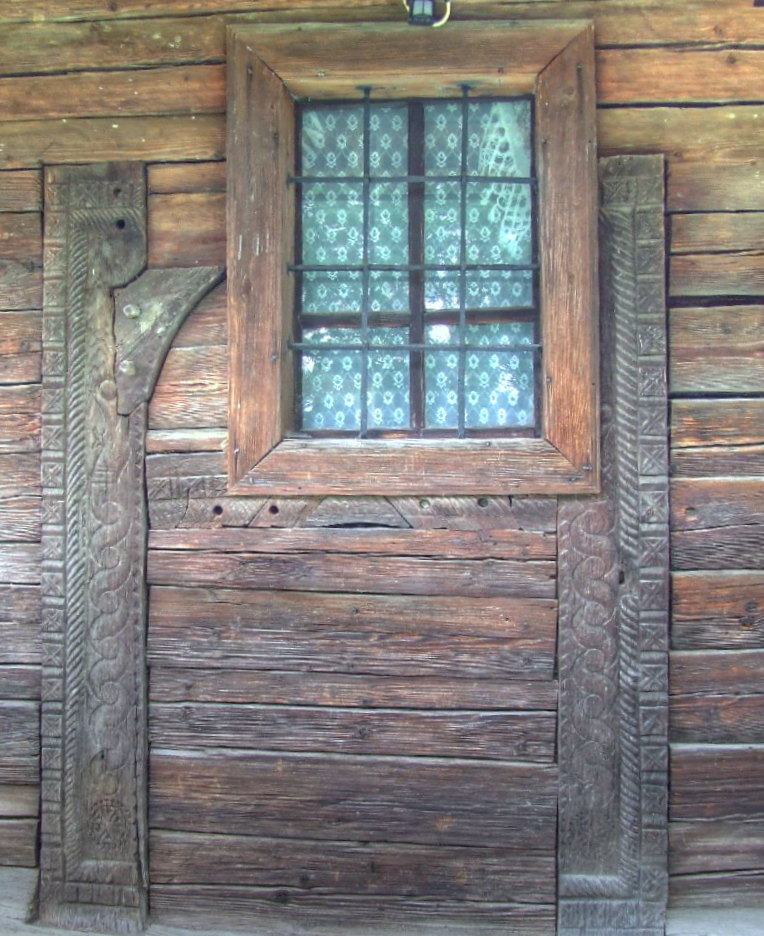
Biserica de lemn din Reghin, fosta intrare

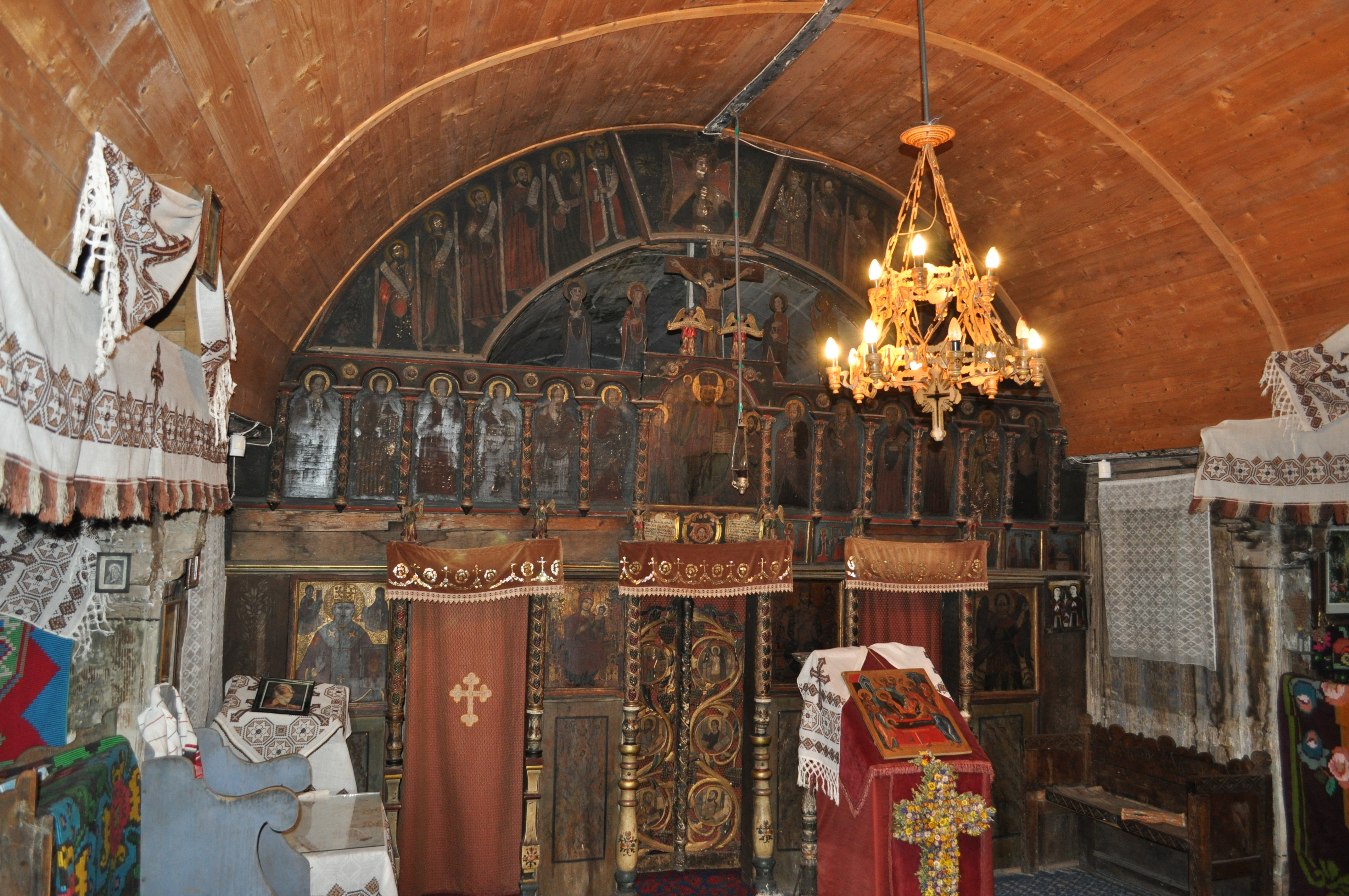
Iconostasul

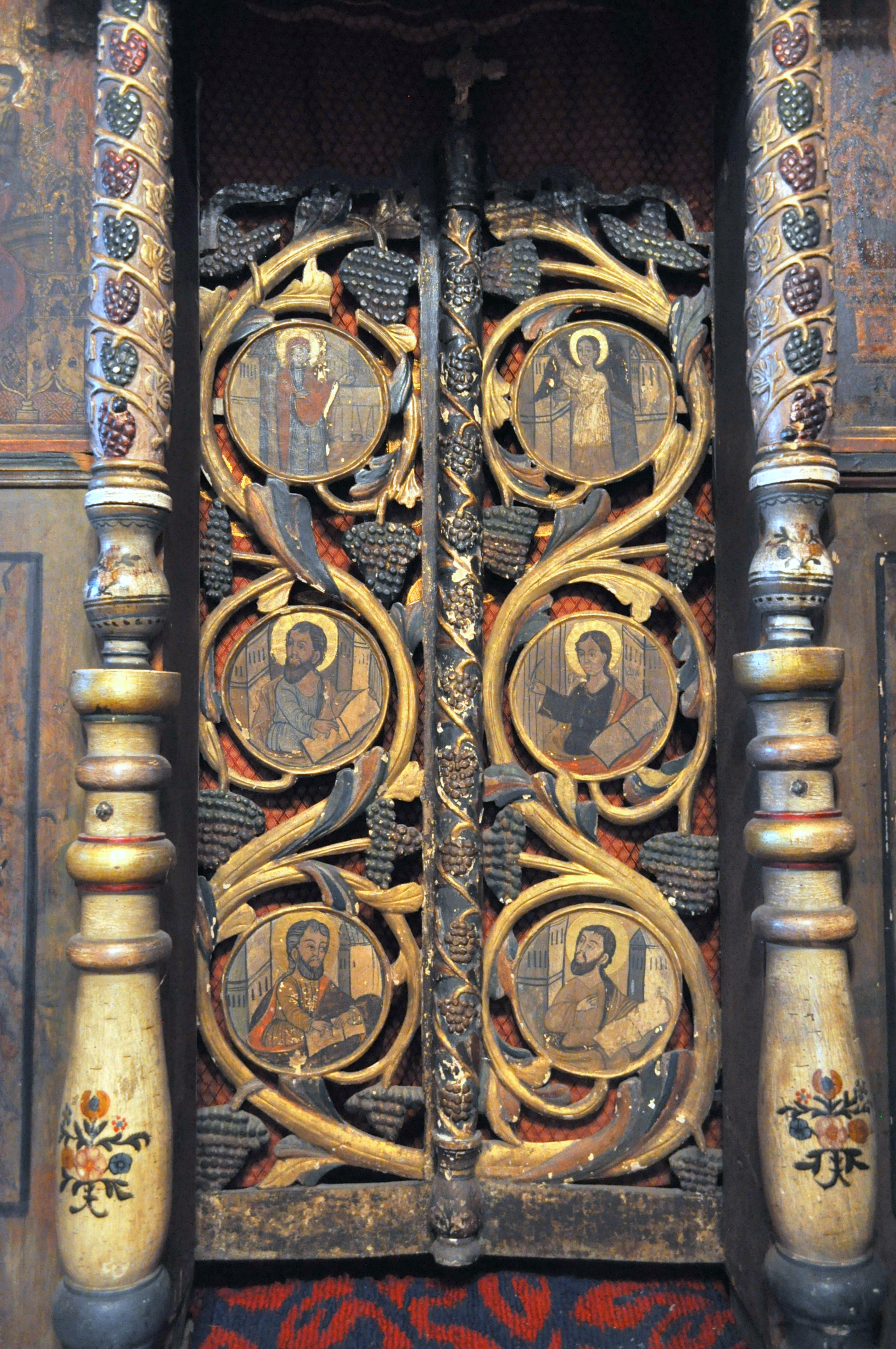
Ușile împărătești sculptate în ajur

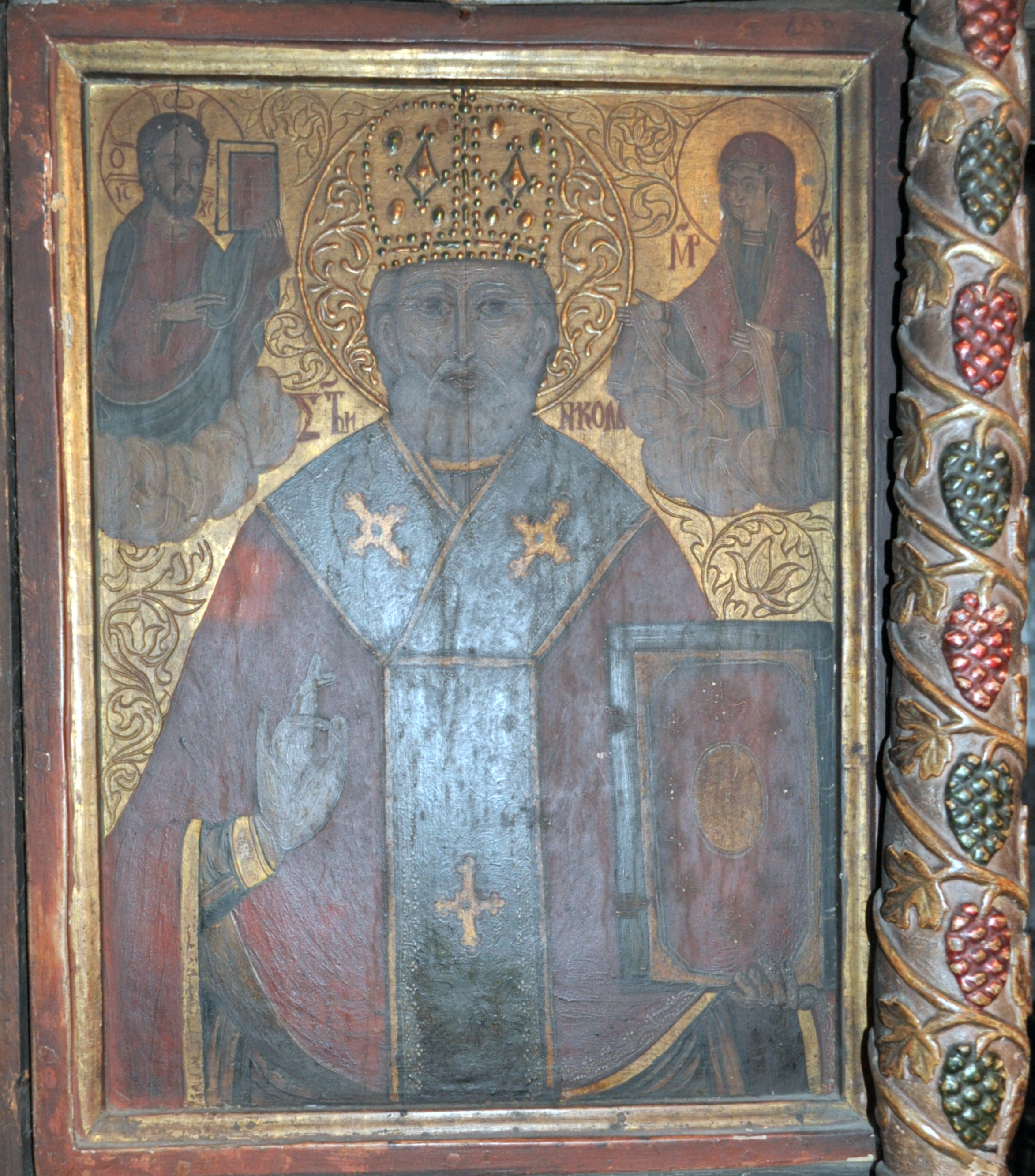
Deisis (Toader zugravul-1748)

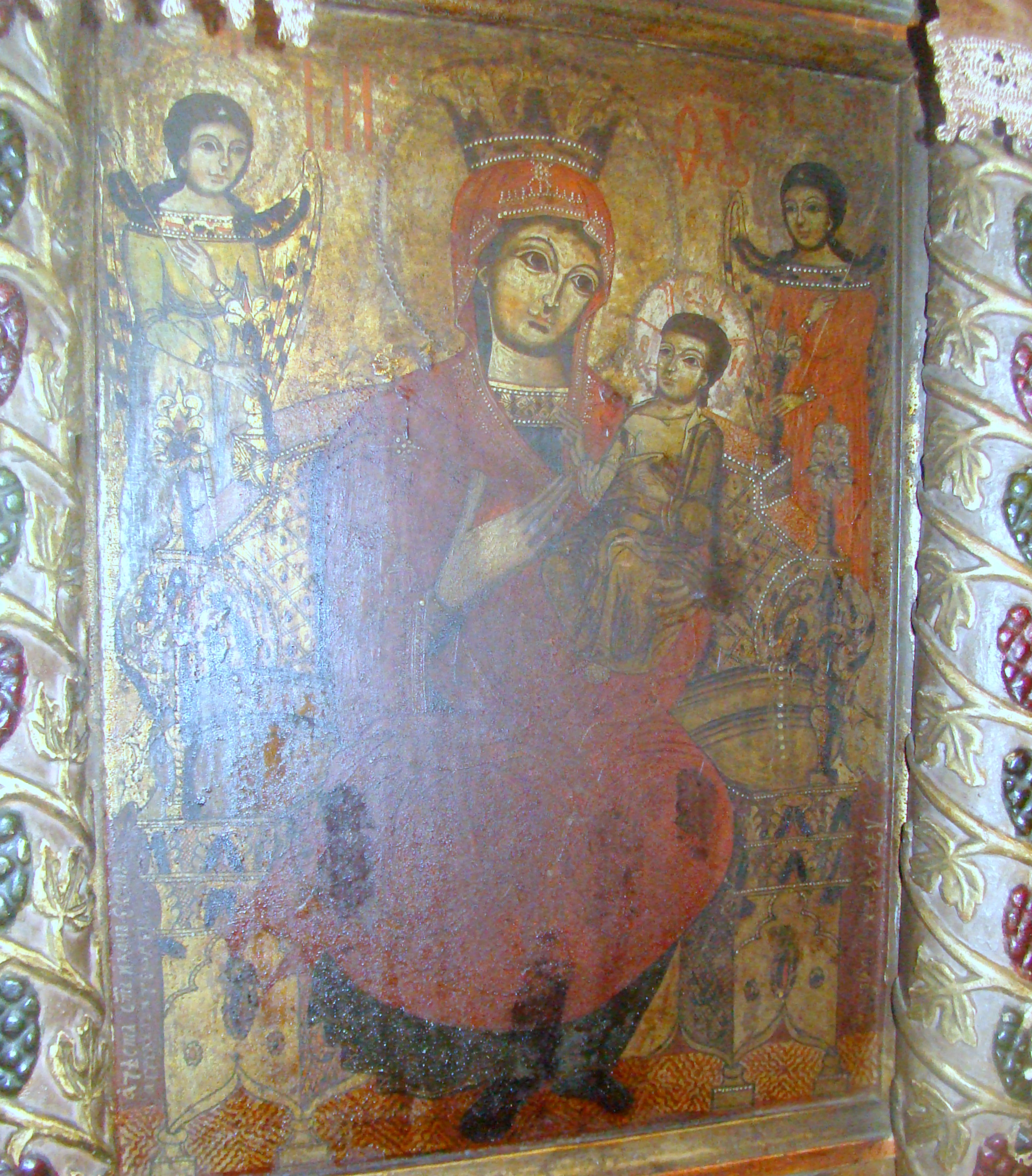
Maria cu pruncul (Toader zugravul-1748)

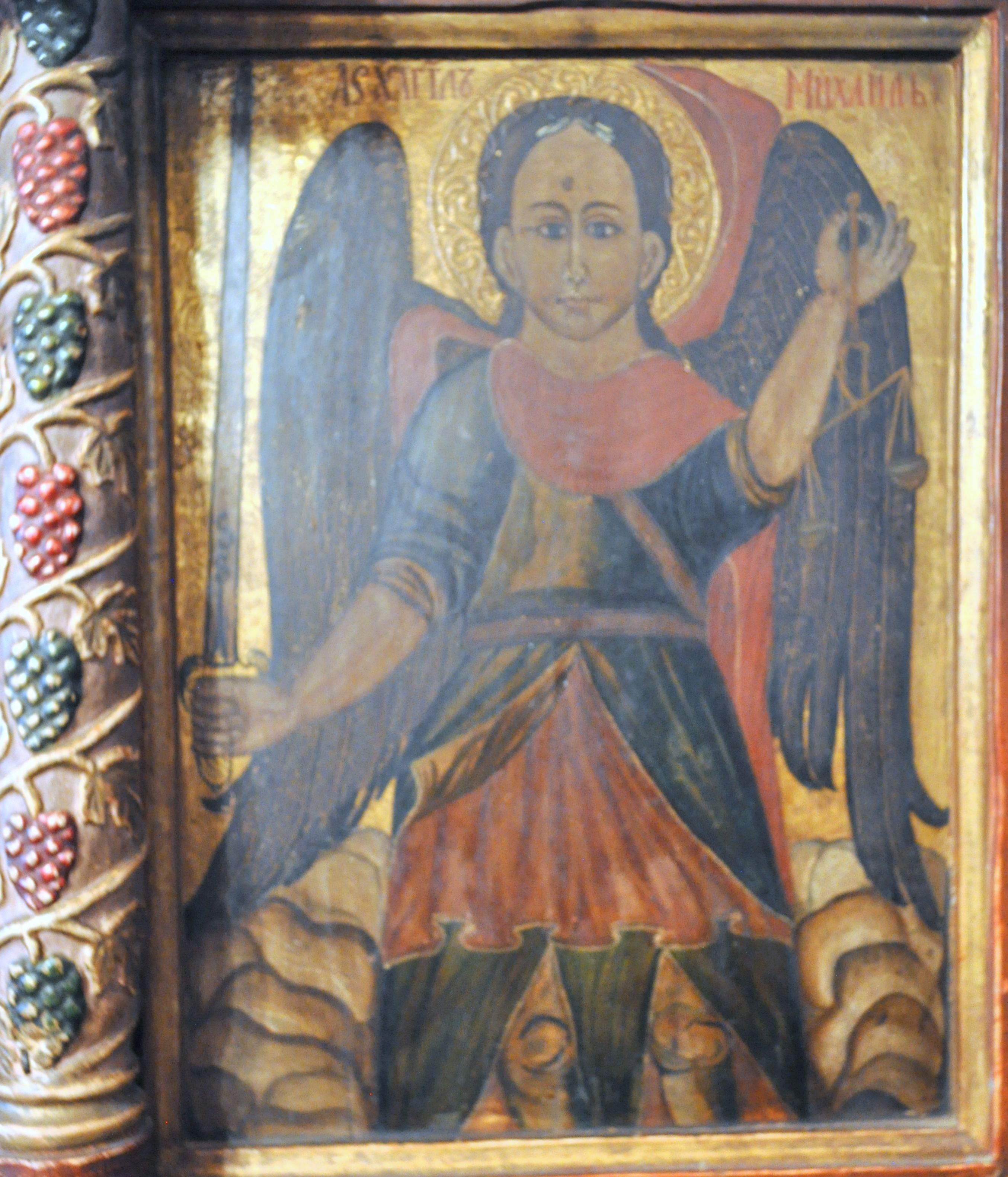
Arhanghelul Mihail

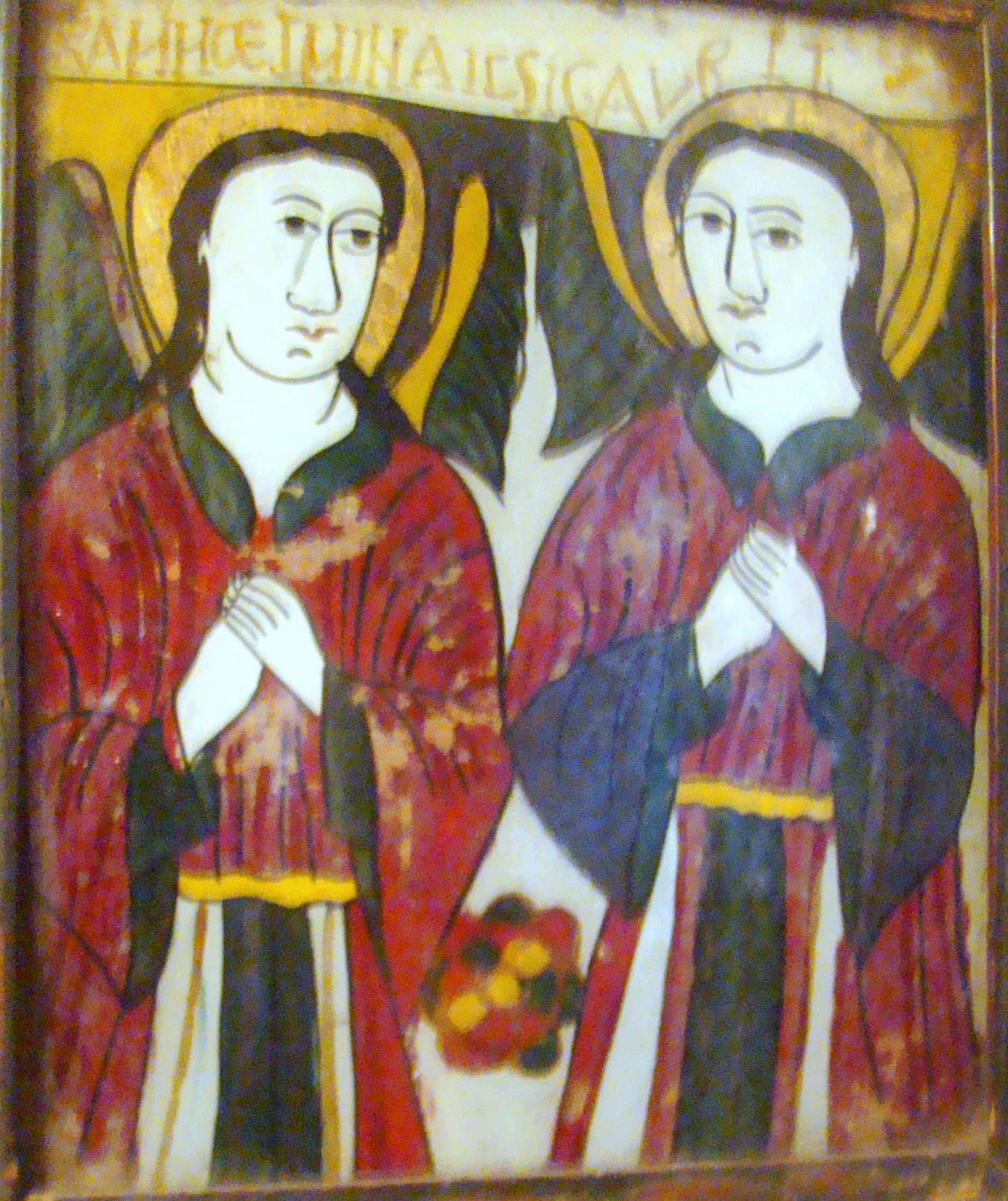
Icoană pe sticlă „Sfinții Arhangheli” (sec.XIX)

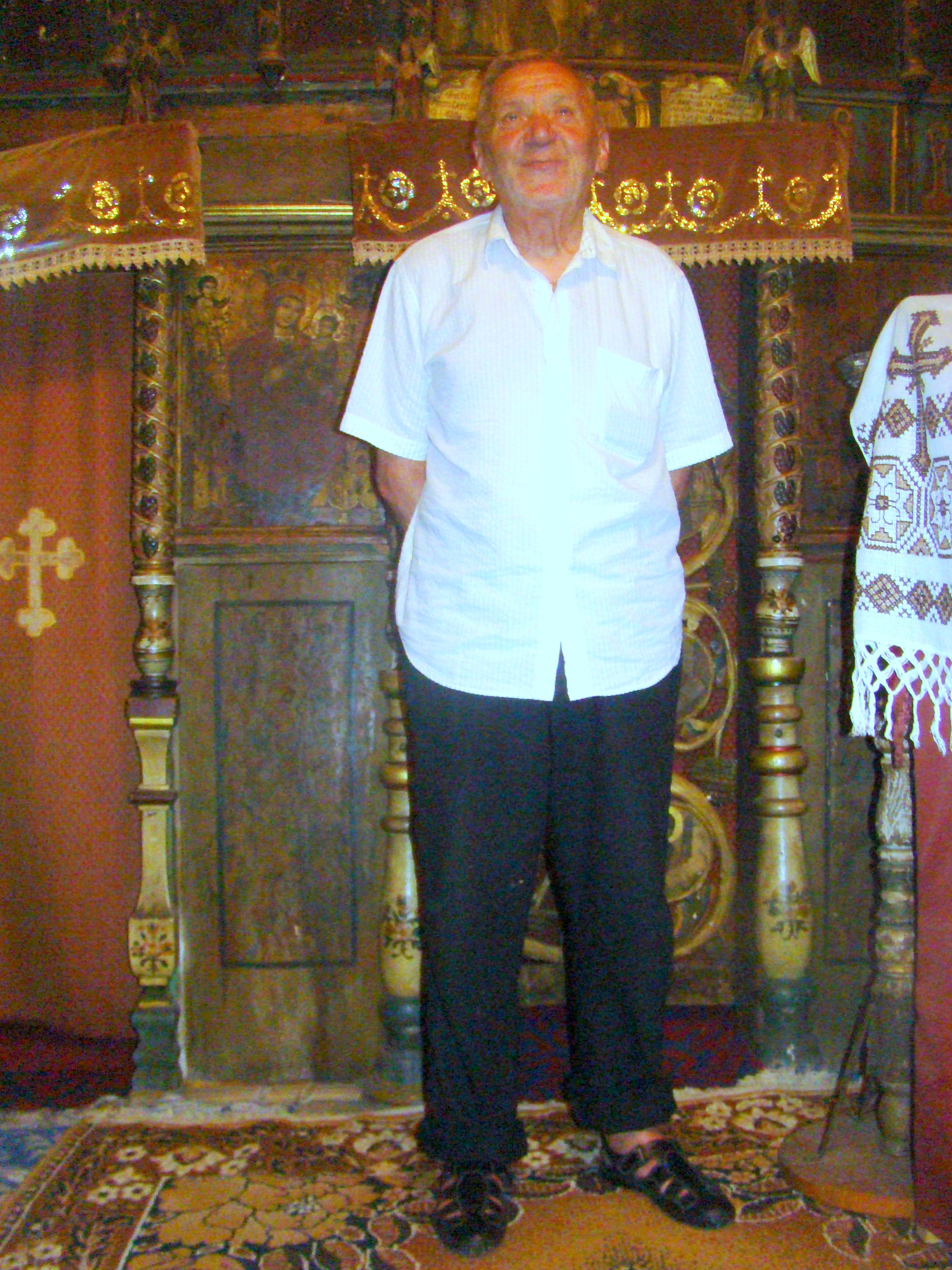
Preotul paroh Ilie Damian

Biserica de lemn din Reghin cu hramul Sfântul Nicolae datează din 1725 sau 1744-1748. Este un vechi lăcaș de cult greco-catolic, renovat de mai multe ori de-a lungul timpului, în 1760, 1857, 1957, 1982. În altar se află picturi de factură populară și icoane pe tâmplă (iconostas) din 1857. Are 15 metri lungime, 6 metri lățime și 14 metri înălțime. Biserica se află pe noua listă a monumentelor istorice sub codul LMI:  MS-II-m-A-15774.

## Istoric și trăsături
Legenda spune că ar fi fost adusă de negustorii macedoneni, după ce aceștia au văzut că românii nu au unde să își țină Paștile. Alte surse arată că, de fapt, românii din regiune ar fi construit biserica, cu ajutor de la negustorii macedoneni (aromâni). De altfel, biserica era diferită de oricare alta de la acea vreme, fiind construită în formă de cruce, nu de navă. La început, biserica nu avea clopotniță, care a fost adăugată mai târziu de însuși preotul-cărturar unit Petru Maior la 1791. Clopotele sunt cele originale, sunt în stare perfectă, și păstrează inscripționat numele cărturarului român. 
Este cunoscută îndeobște sub denumirea de biserica lui Petru Maior,, ctitor de conștiințe  care a slujit la prestolul său între 1784-1809, timp în care a îndeplinit misiunea de protopop unit sau greco-catolic al Gurghiului. Sub îndemnarea sa, școala de la Reghin și-a căpătat un bun renume. În 1800, zbătându-se pentru construirea unei biserici de zid în Sas Reghin, Petru Maior arată că de lăcașul de lemn, din Moroș, Reghin, țin peste 1000 de suflete, căci numai în oraș sunt mai mult de 60 de gazde al căror ajutor îl recunoaște.
Memoria lui Petru Maior în ființa bisericii de lemn de la Reghin se împletește cu realele calități artistice ale acesteia, împlinindu-i valoarea de monument istoric prin excelență. A fost înălțată înainte de mijlocul secolului al XVIII-lea, fiind atestată de conscripția lui Bucow. Pereții monumentului înscriu tipul de plan trilobat cu abside poligonale, fiind prima mărturie a pătrunderii, din Moldova, a acestei forme tipologice. Structura acoperirii interioare respectă tradiția. În navă o boltă, semicilindrică, retrasă de la linia pereților pe bârne, rezemate pe console; bolta altarului este racordată la traseul pereților prin fâșii curbe; absidele laterale sunt acoperite cu câte o boltă tronconică.
Execuția consolelor, crestate în linii drepre și curbe a rămas neîntrecută, aspectul lor plastic fiind desăvârșit. Capetele bârnelor de sus intersectate o dată la întâlnirea acestora, repetă o a două intersecție de console cu grinzile pereților învecinați. 
Intrarea originară, de pe latura de sud, a fost înfundată, păstrându-se parțial rama ce o marca, sculptată cu motive geometrice, frânghie, rozete, dar și cu câte un balaur cu trup spiralat, ale căror capete sunt aidoma celor ce împodobeau cupa de argint, din 1496 a preotesei Teodora. Câte un balaur, încoronat urcă pe pervazul ferestrei de la altar și al celei din absida de sud. Motivul decorativ al balaurului este, și la noi, de veche tradiție. Îl găsim la bisericuțele rupestre de la Basarabi, dar și împodobind literele inițiale în manuscrisele medievale. 
Pictura s-a păstrat numai în absida altarului. Ea reprezintă Sfânta Troiță, Sfântul Emanoil, Maica Domnlului miluitoarea, ținând pruncul pe genunchi, cu ambele mâini, cete îngerești, Sfântul Antonie, Sfântul Teodosie, sfinți părinți, viziunea patriarhului Petru, jertfa lui Avraam. Pe o grindă a peretelui de vest se află semnătura lui Toader zugravul. Acesta a realizat în 1747 icoana Deisis, iar anul următor pe aceea reprezentând pe Maria cu pruncul al cărui tron este străjuit de arhanghelii Mihail și Gavril, opere postbrâncovești de înaltă ținută. Tot lui îi aparține icoana Sfântului Nicolae, cu decorul floral pe fondul neutru ca și pe nimb. A realizat Toader și friza Apostolilor cu tema Rugăciunii Deisis, pentru care nu s-a abătut de la modelul frecvent la sudul munților. Din aceeași vreme sunt și ușile împărătești sculptate în ajur, pe motivul viței de vie cu struguri ce îmbrățișează medalioanele pictate (Buna Vestire și Evangheliștii). În 1857 biserica a fost renovată, tot atunci s-a dat monumentalitate tâmplei prin adoptarea pilaștrilor cu capiteluri și a îngerilor statuari. Despre cele două momente din istoria tâmplei vorbesc pisaniile, din preajma reprezentării Năframei Veronicăi. Într-unul din medalioanele baroce se consemnează: “Făcutu-s-au acest fruntariu cu cheltuial jupan Hriscu, Radu cu soață sa Ioana și Tanasie Monu, într-u pomenire la 1760”, iar în celălalt: “S-au înnoit acest fruntariu și Sf biserică, de vrednicii de pomenire domni Șerban Lupu și soția sa Costă Veronica, care au îmbunătățit soartă preoțească, întru promenire veșnică, la anul Domnului 1857”. Este vremea când s-a adăugat pridvorul pe latura de vest supraînălțat prin clopotnița cu foișor.  
În 1948 protopopul de Reghin, Alexandru Todea, a fost arestat iar cele două biserici greco-catolice din Reghin, cea din lemn și cea din piatră, au fost confiscate de regimul comunist și date Bisericii Ortodoxe Române. Peste ani, biserica protopopilor Petru Maior și Alexandru Todea, abandonată și aflată în prag de prăbușire, a fost restaurată prin strădania preotului Ilie Damian, fostul protopop ortodox de Reghin care, prin demersurile sale susținute și atragerea de sponsori, a salvat-o de la dispariție. Principala urgență este acum salvarea picturii. Pictura cade de pe pereți, iar preotul Ilie Damian face eforturi disperate ca să o salveze. Problemele cele mai mari sunt în altar, unde sunt exfolieri, cauzate de infiltrațiile de umiditate apărute în special în timpul comunismului, când biserica a fost părăsită. A fost protejată temporar prin acoperirea cu foiță japoneză, însă costurile unei restaurări sunt prohibitive pentru posibilitățile locale, iar Biserica Ortodoxă Română și Ministerul Culturii au alte priorități. Între timp monumentul se degradează pe zi ce trece.

## Imagini din exterior

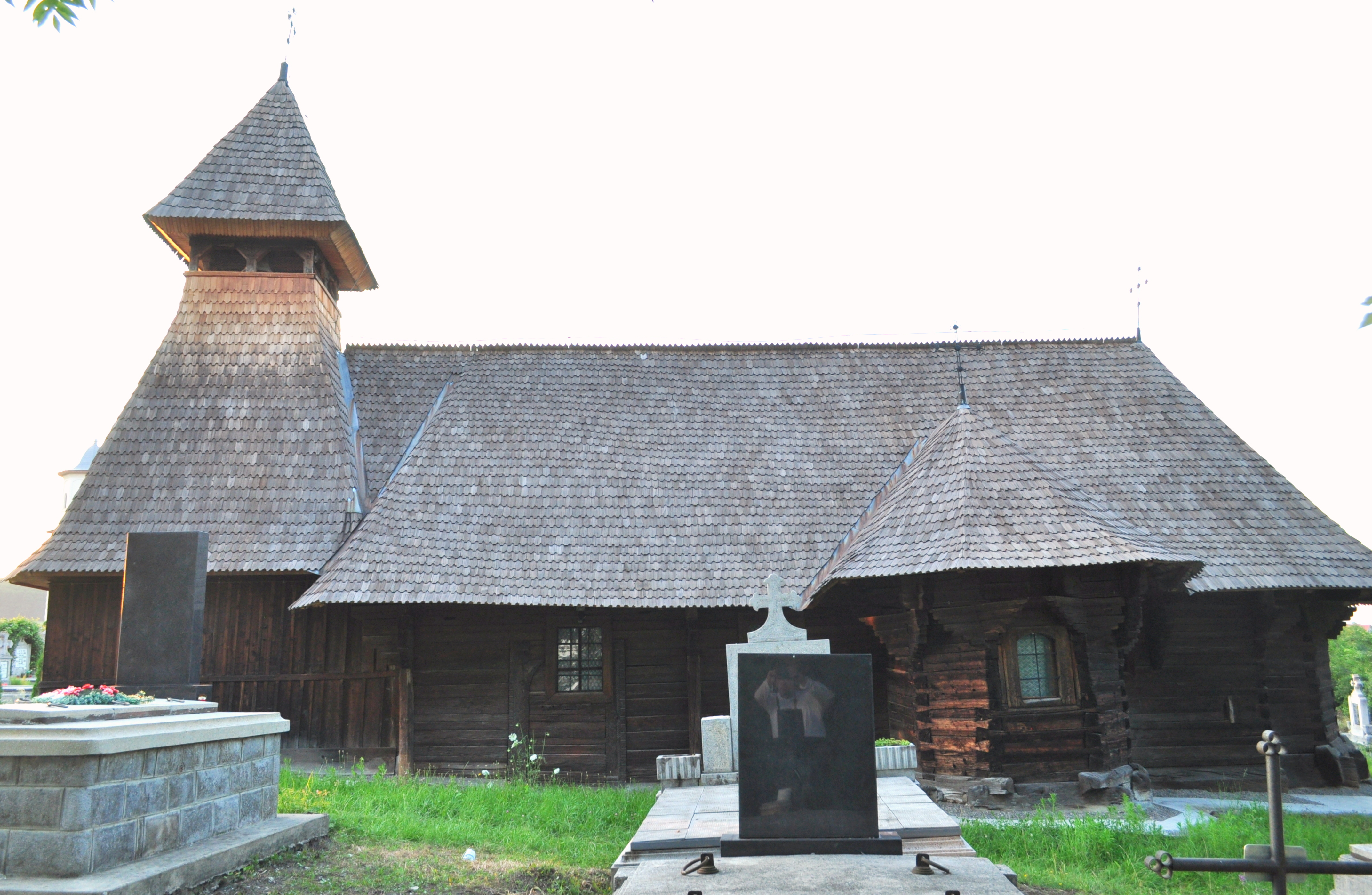
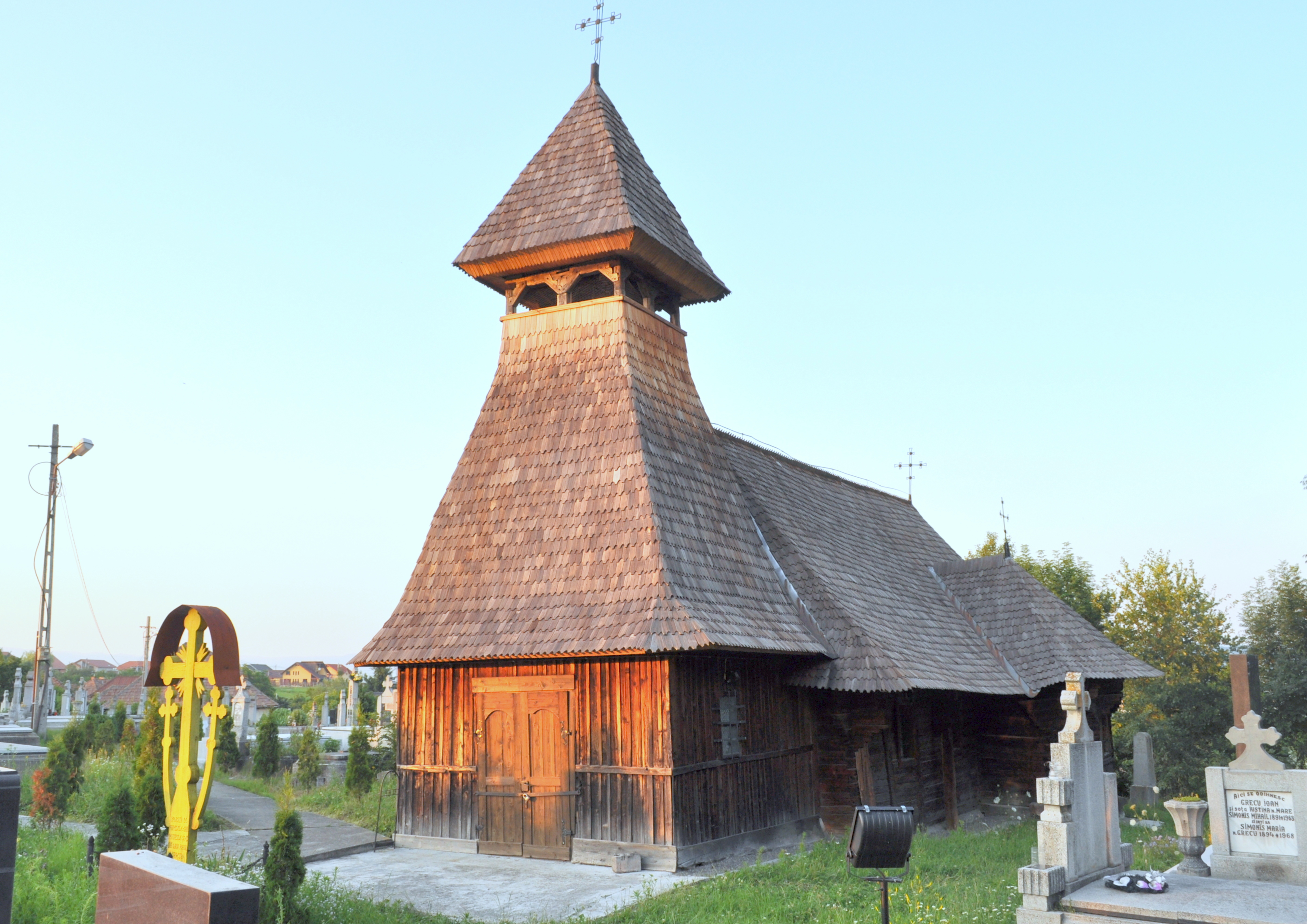
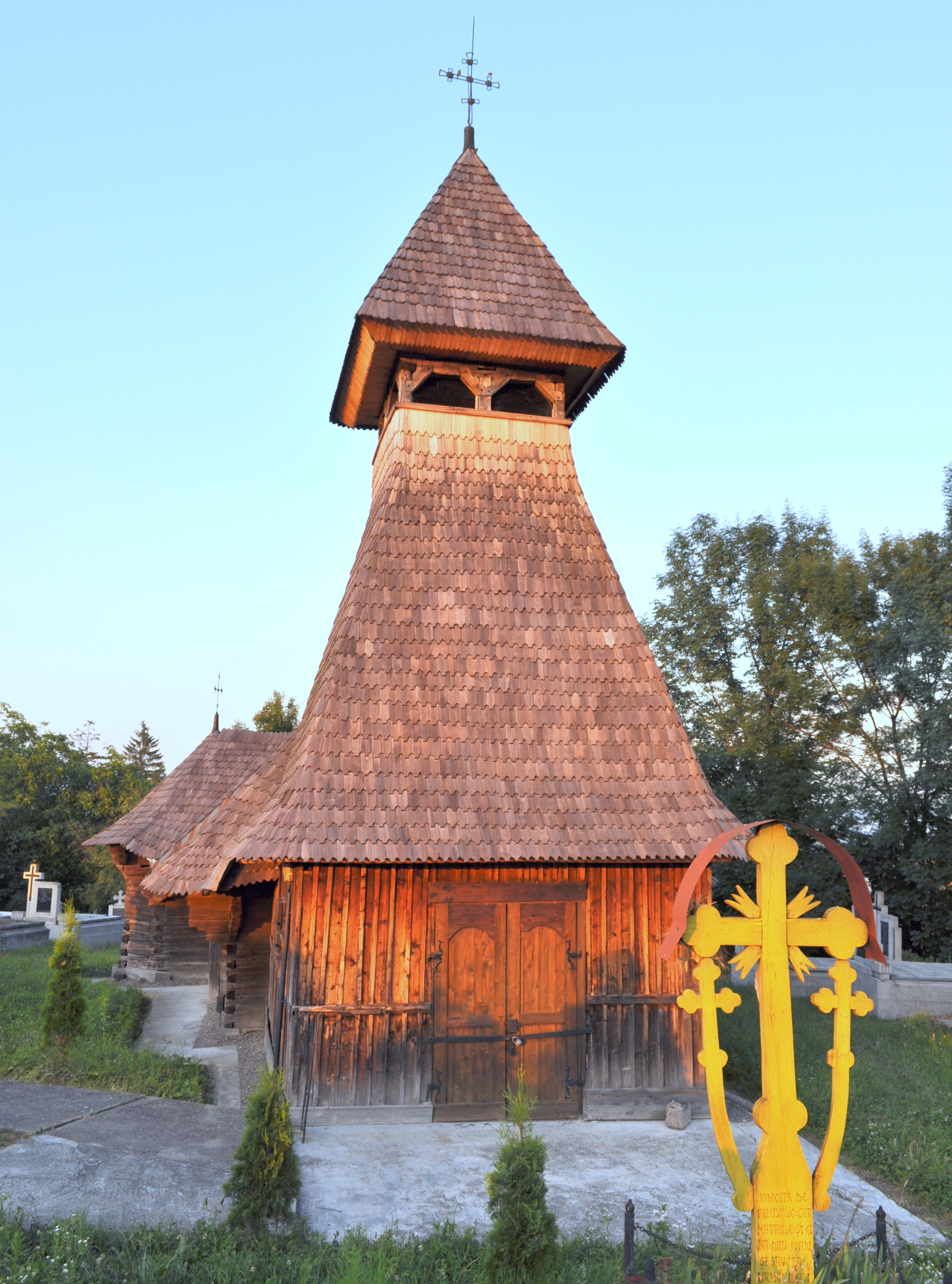
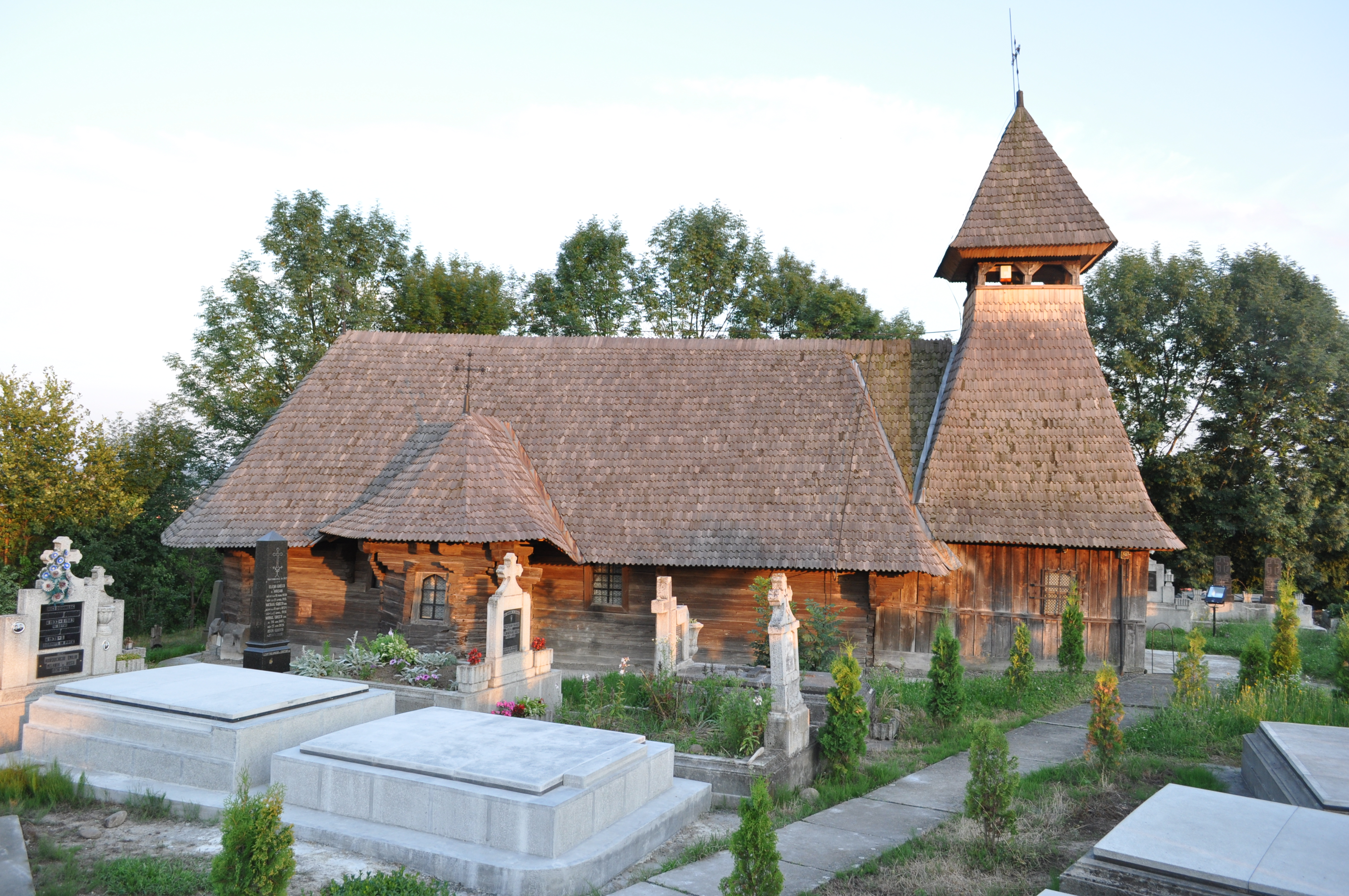
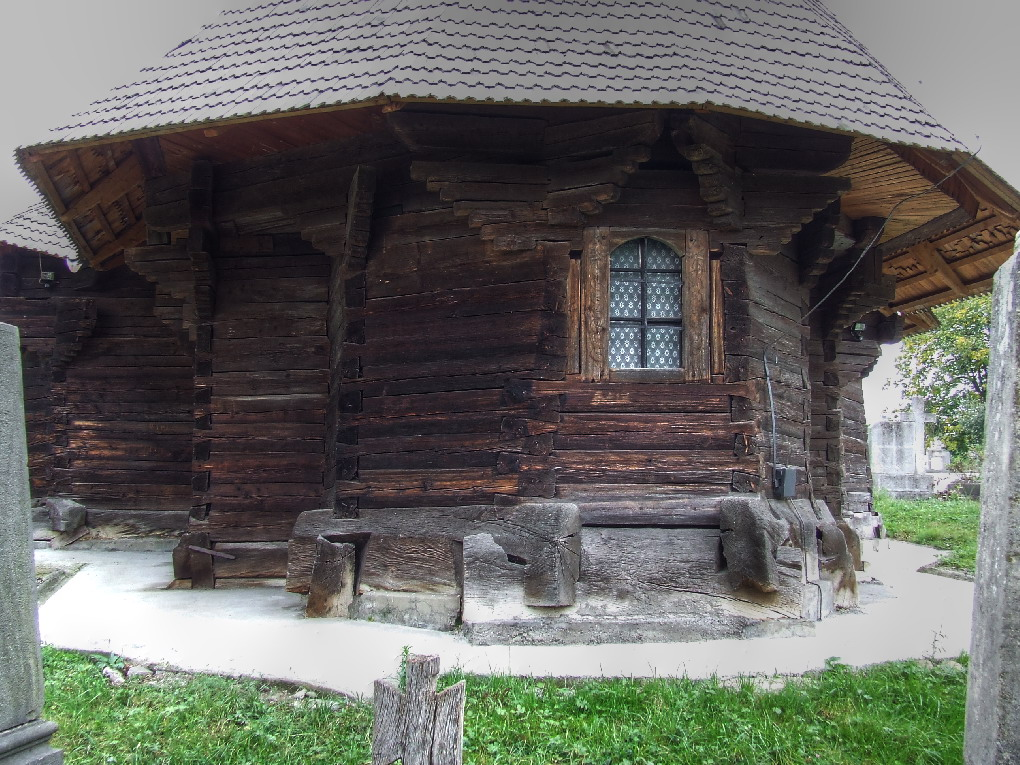
Absida altarului
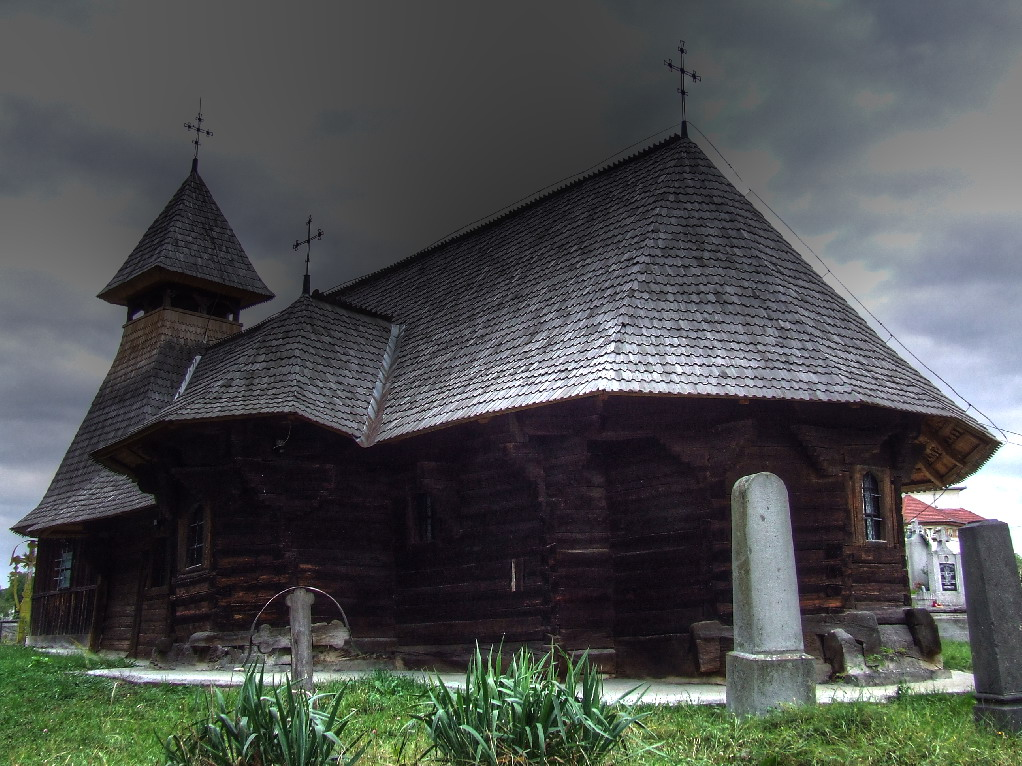
Biserica, văzută din sud-est
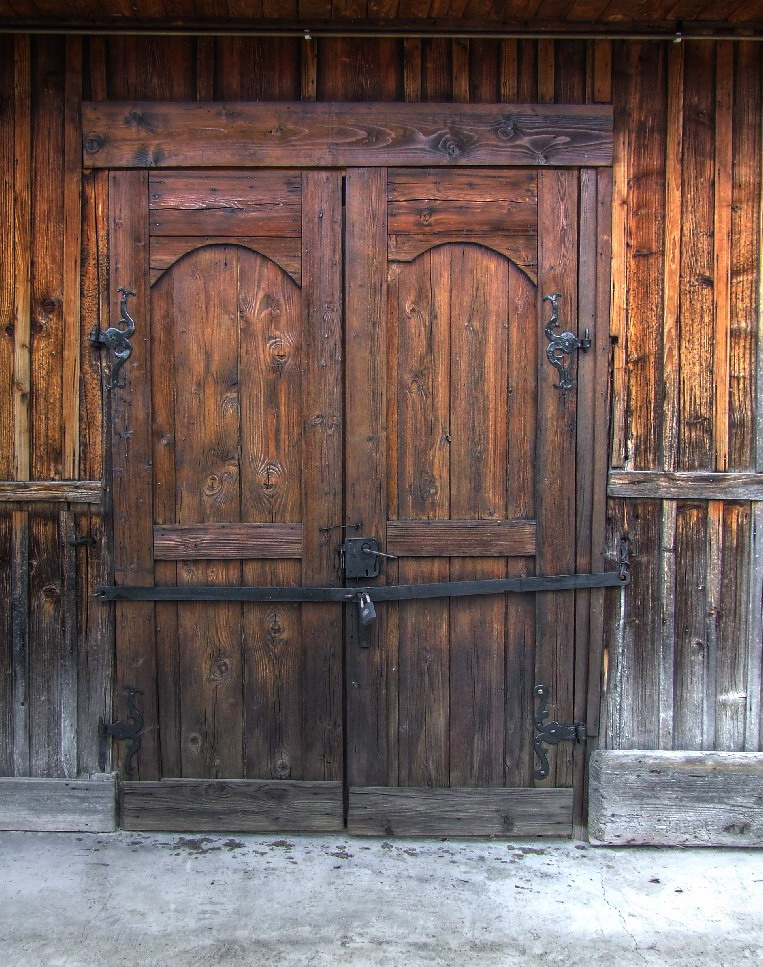
Intrarea în biserică
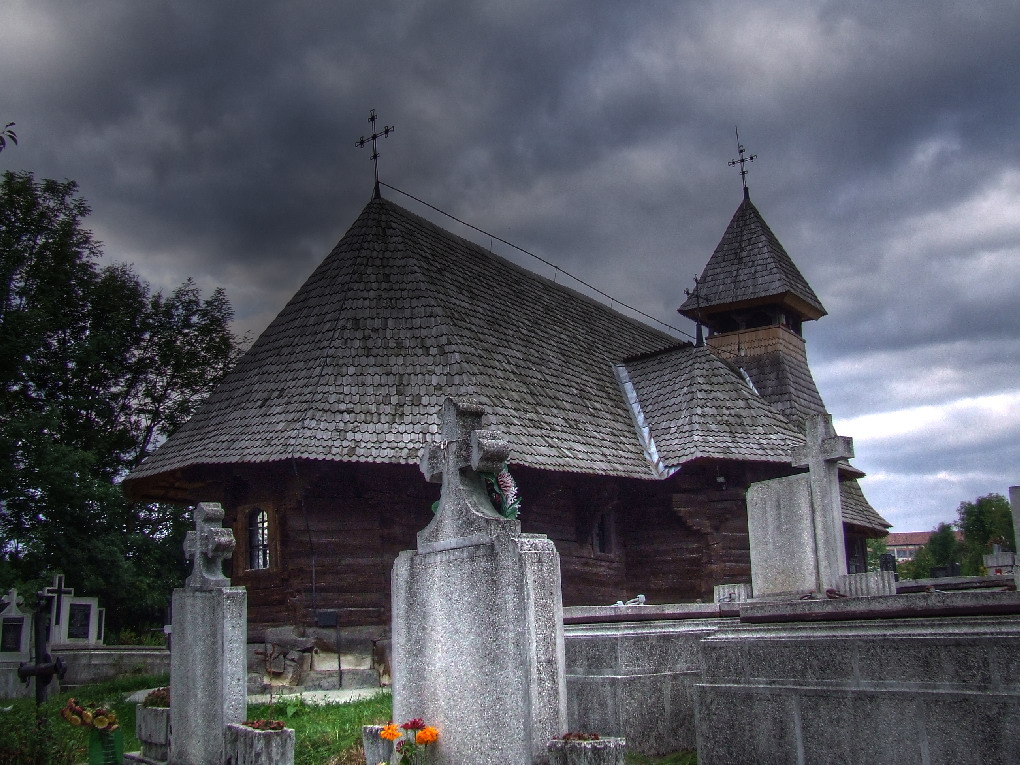
Biserica, văzută din nord-est
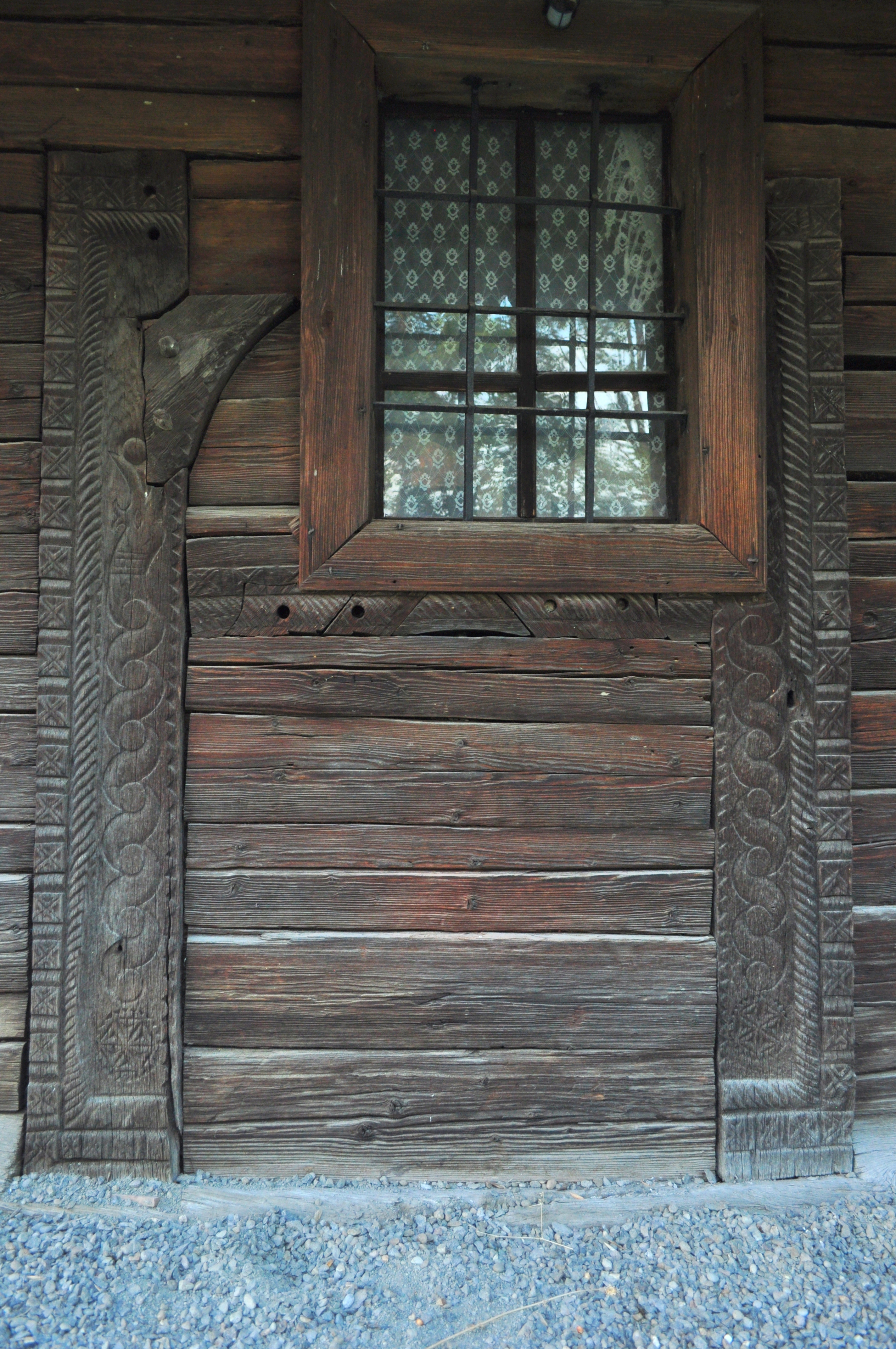
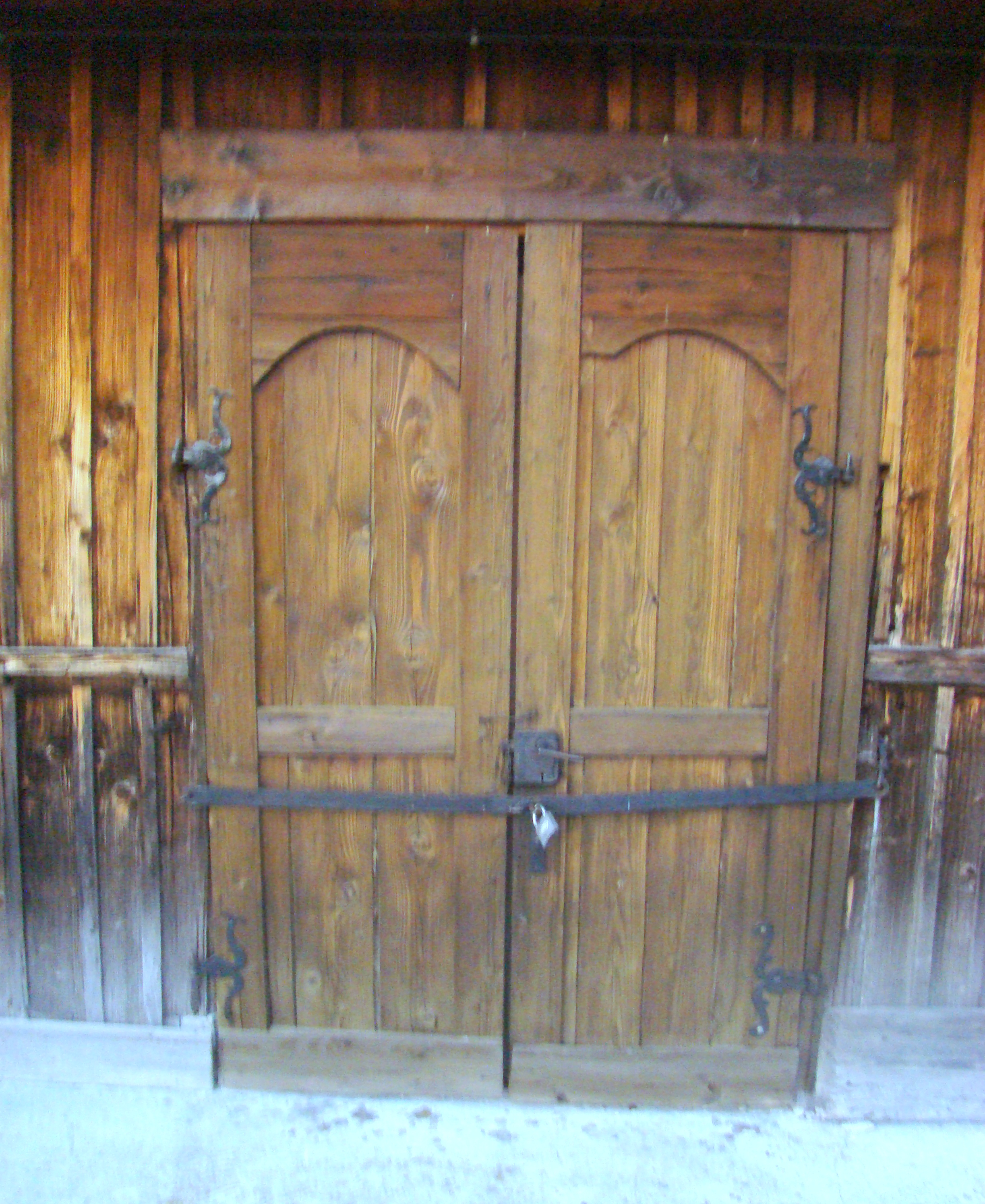
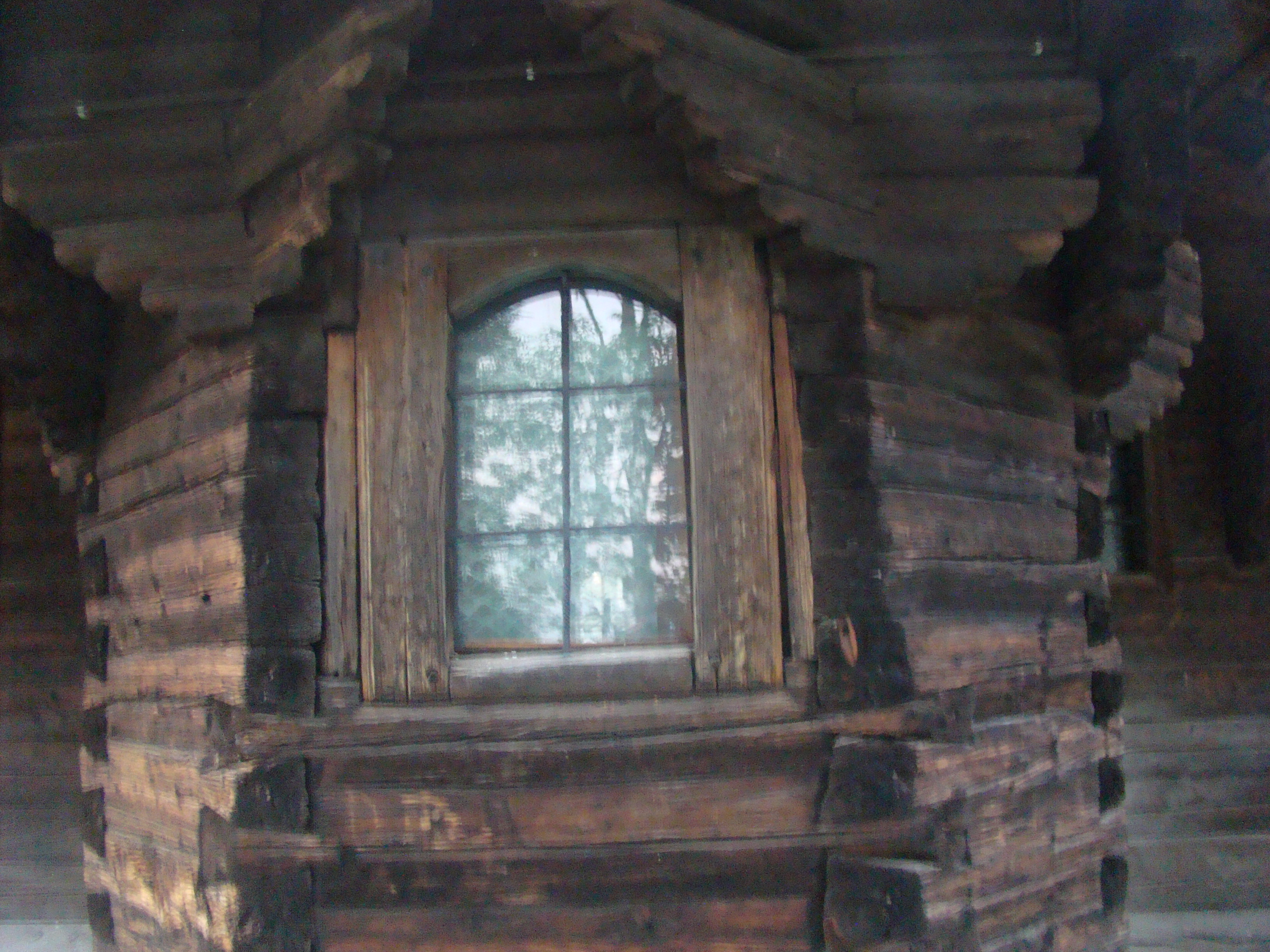
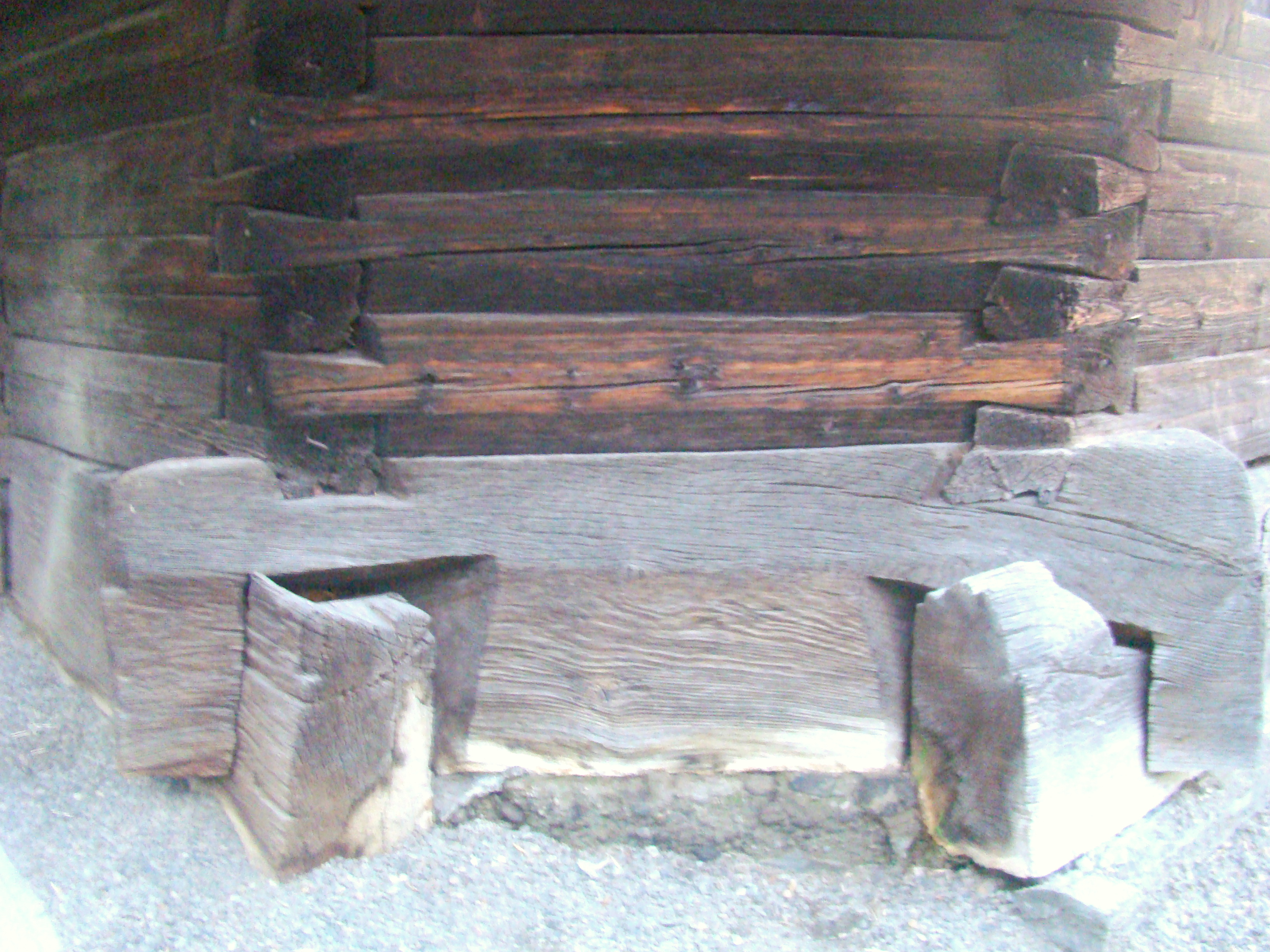
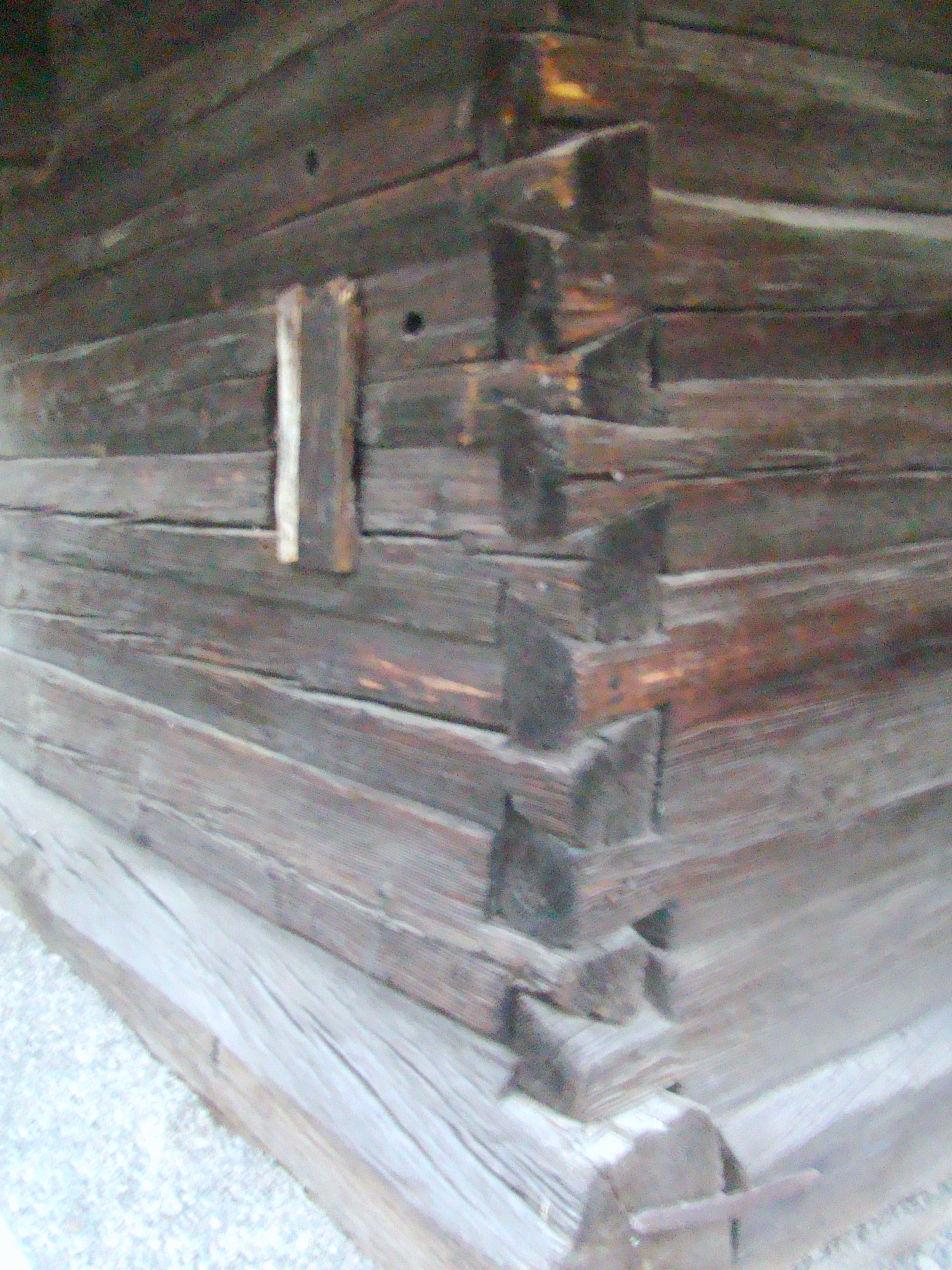
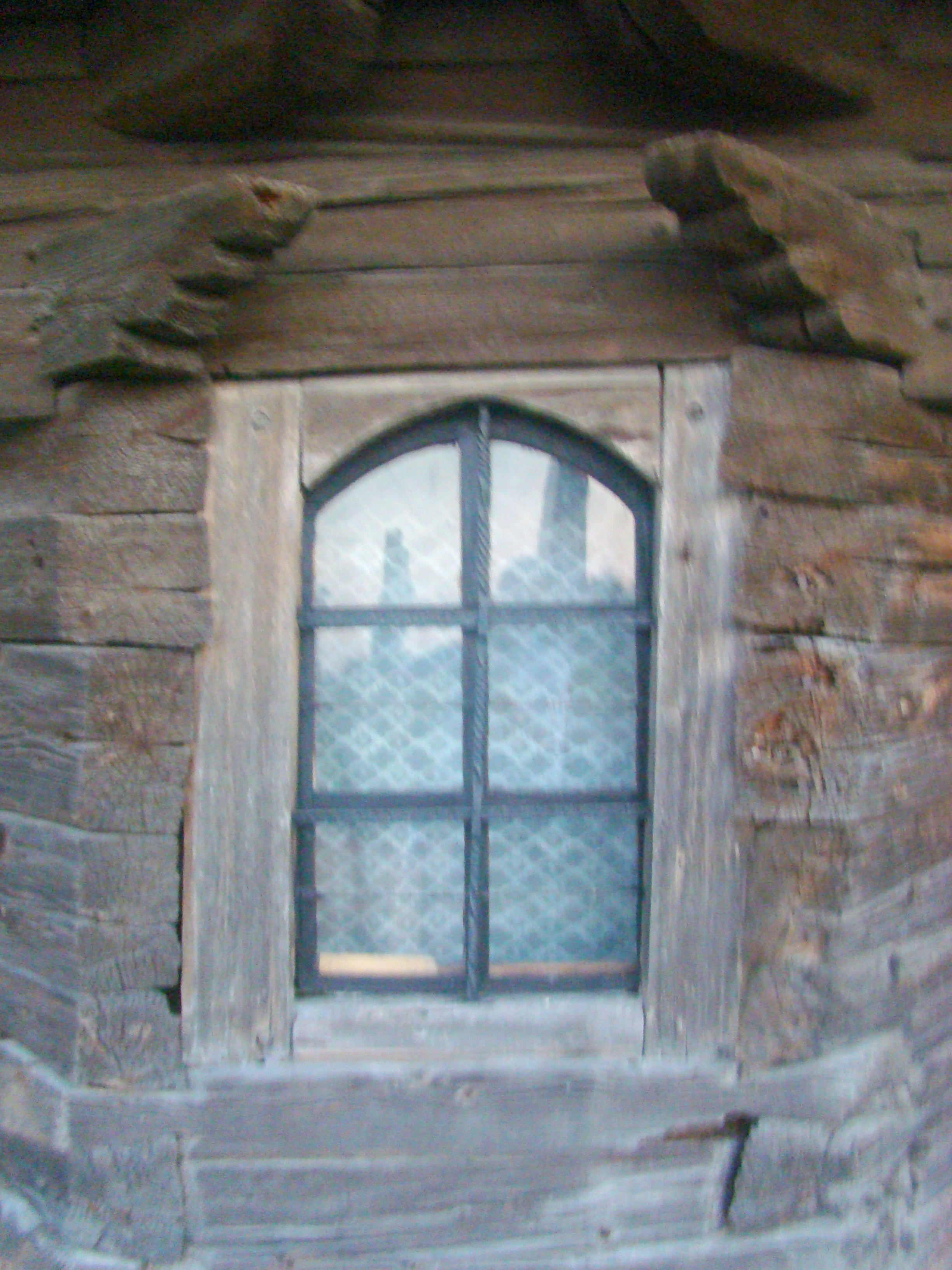
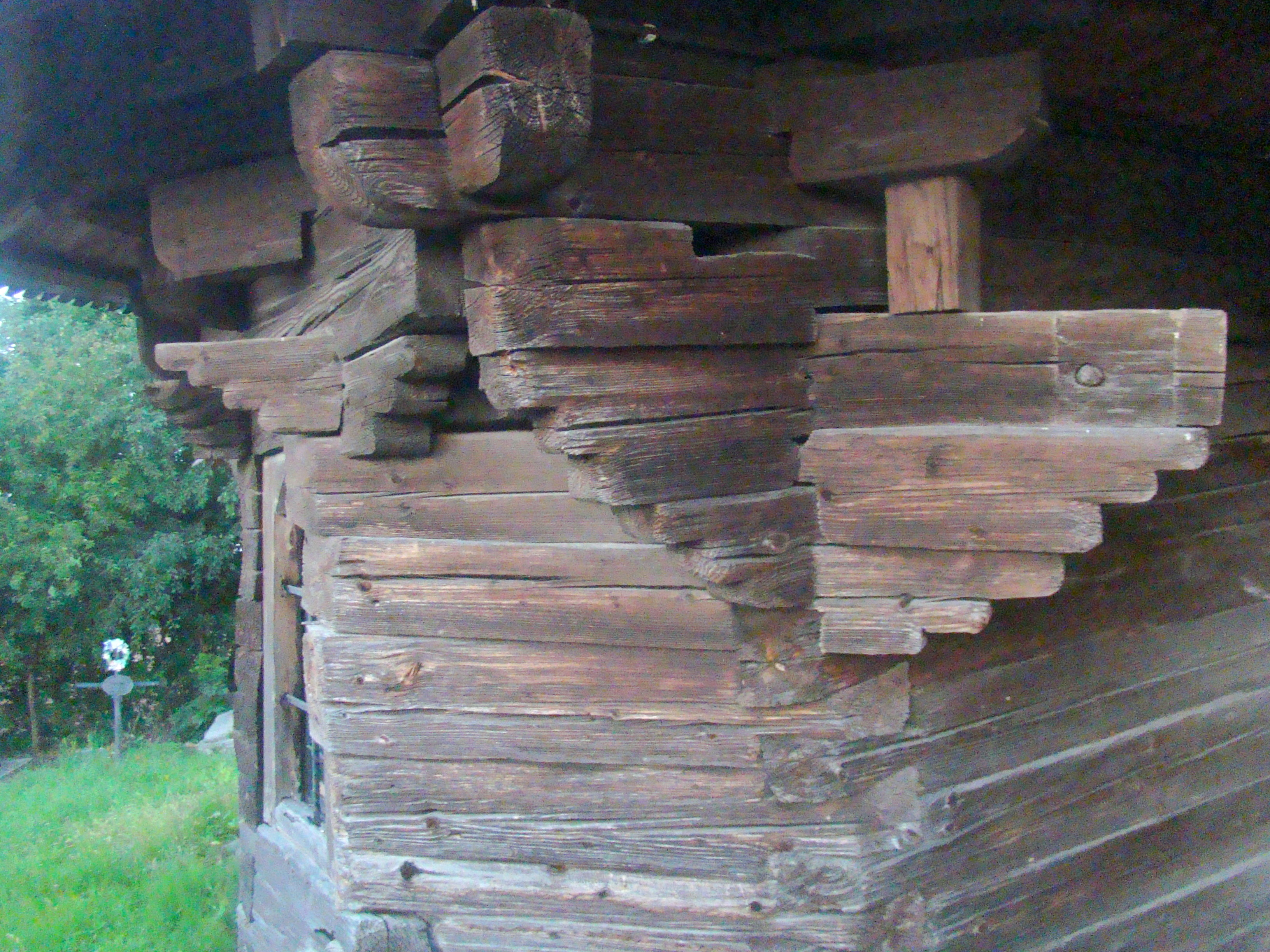
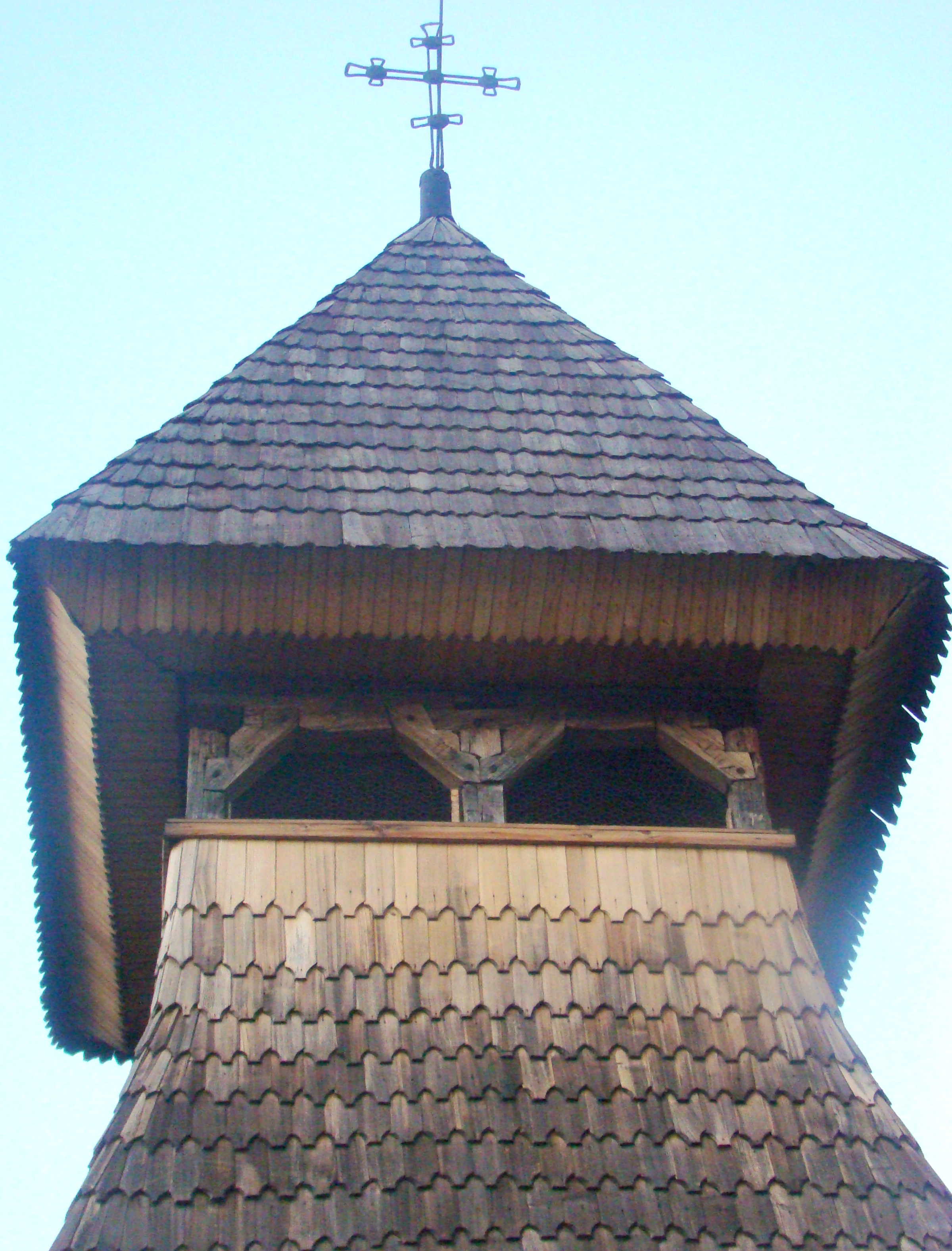

## Imagini din interior

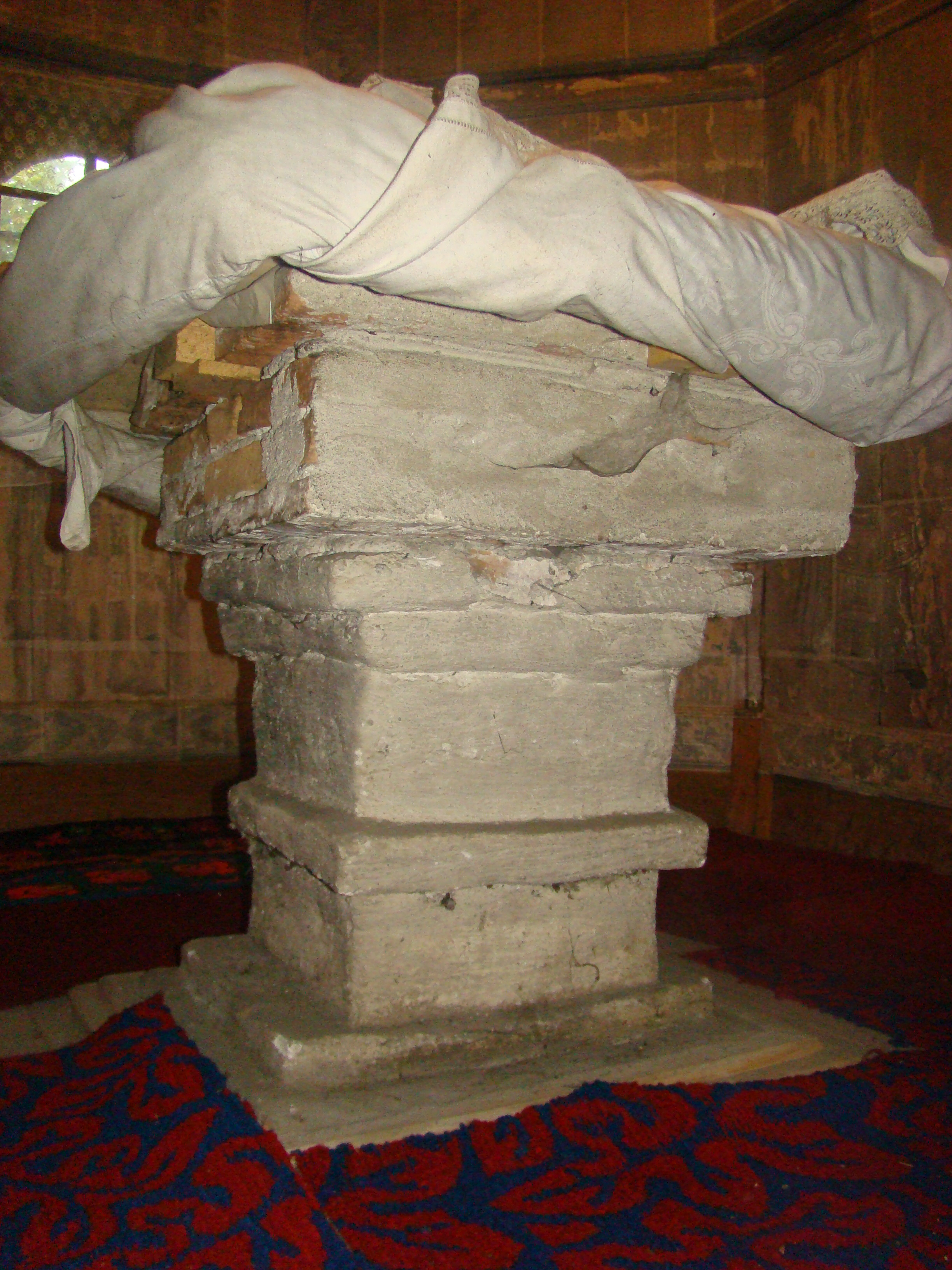
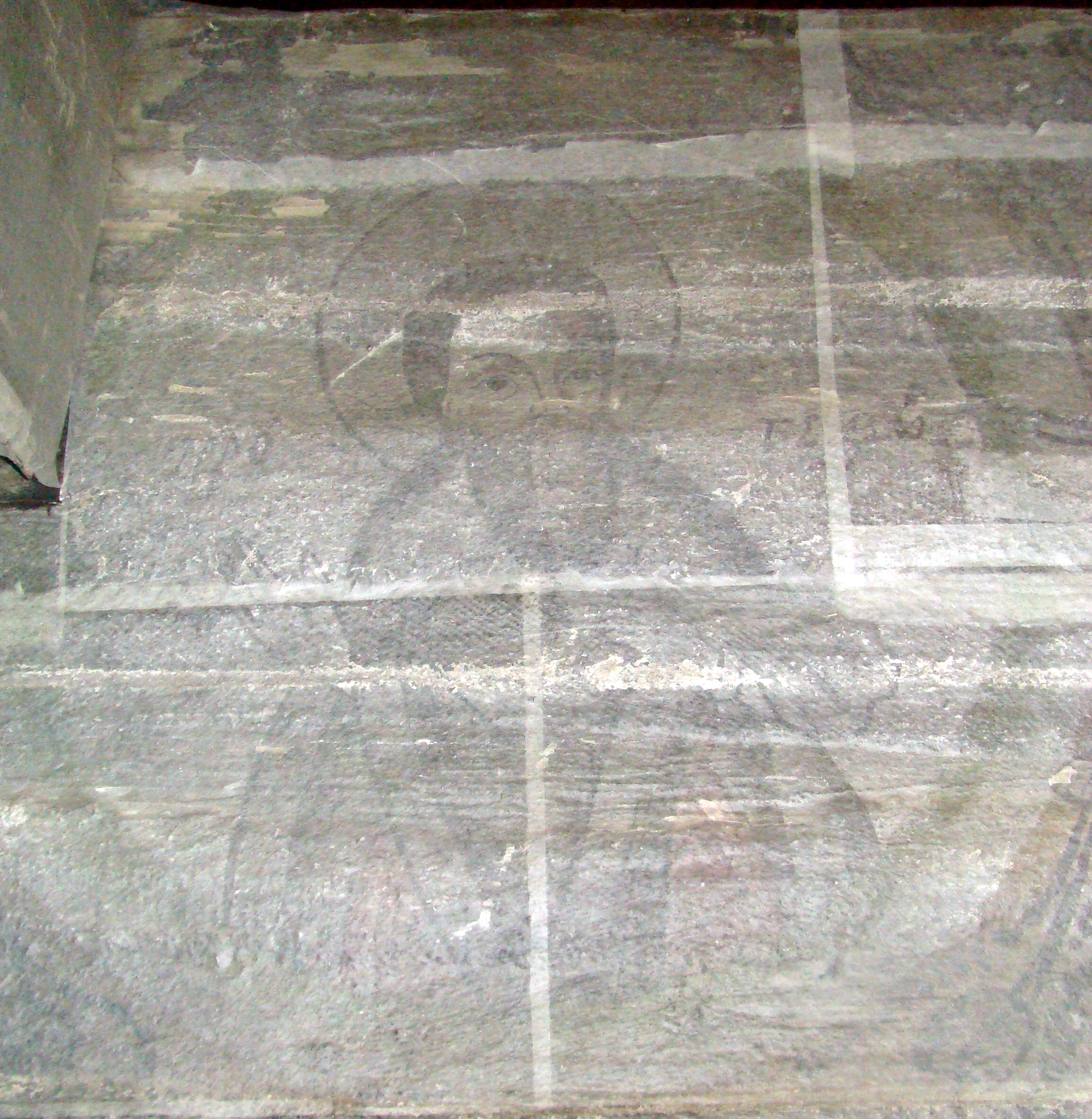
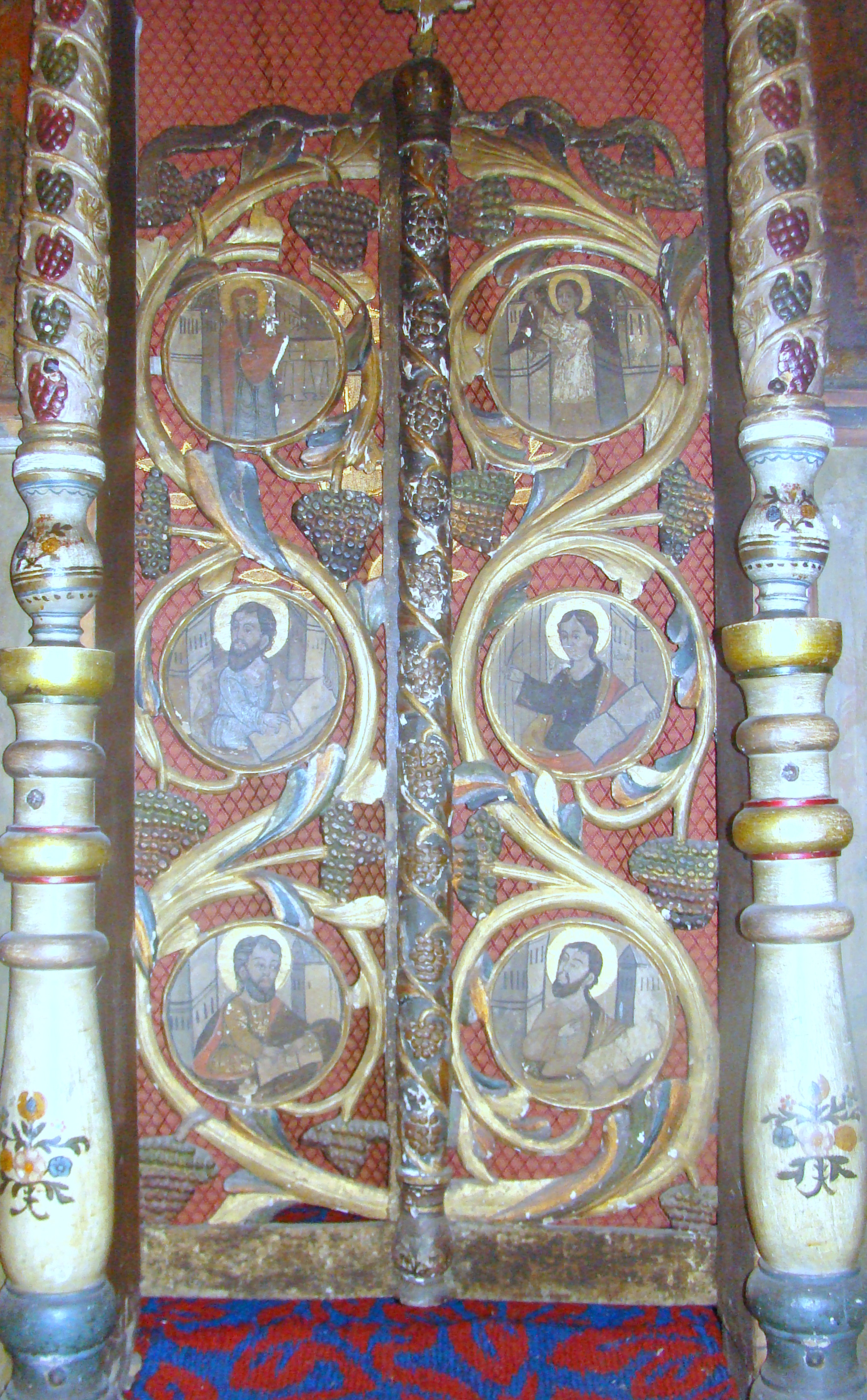
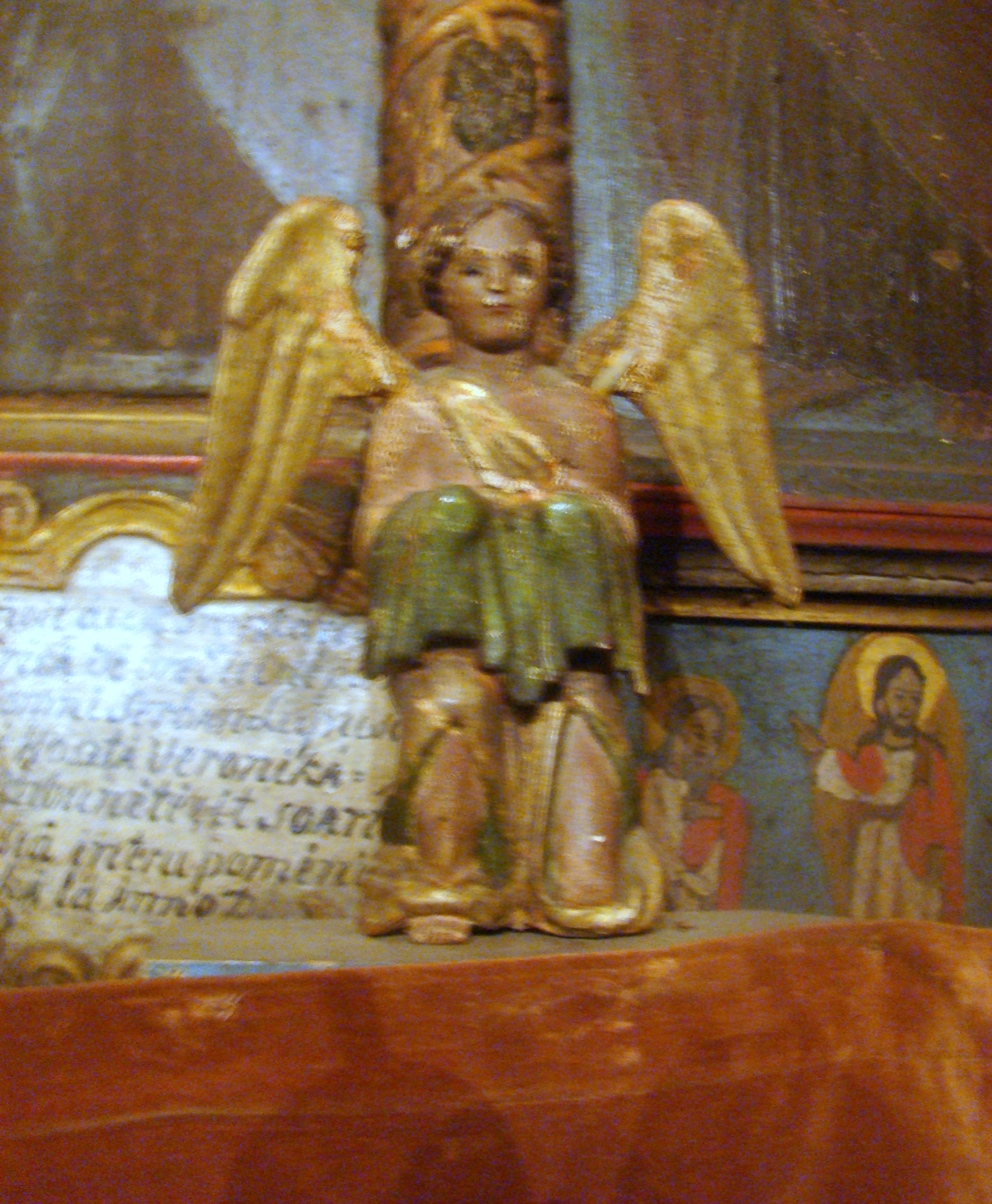
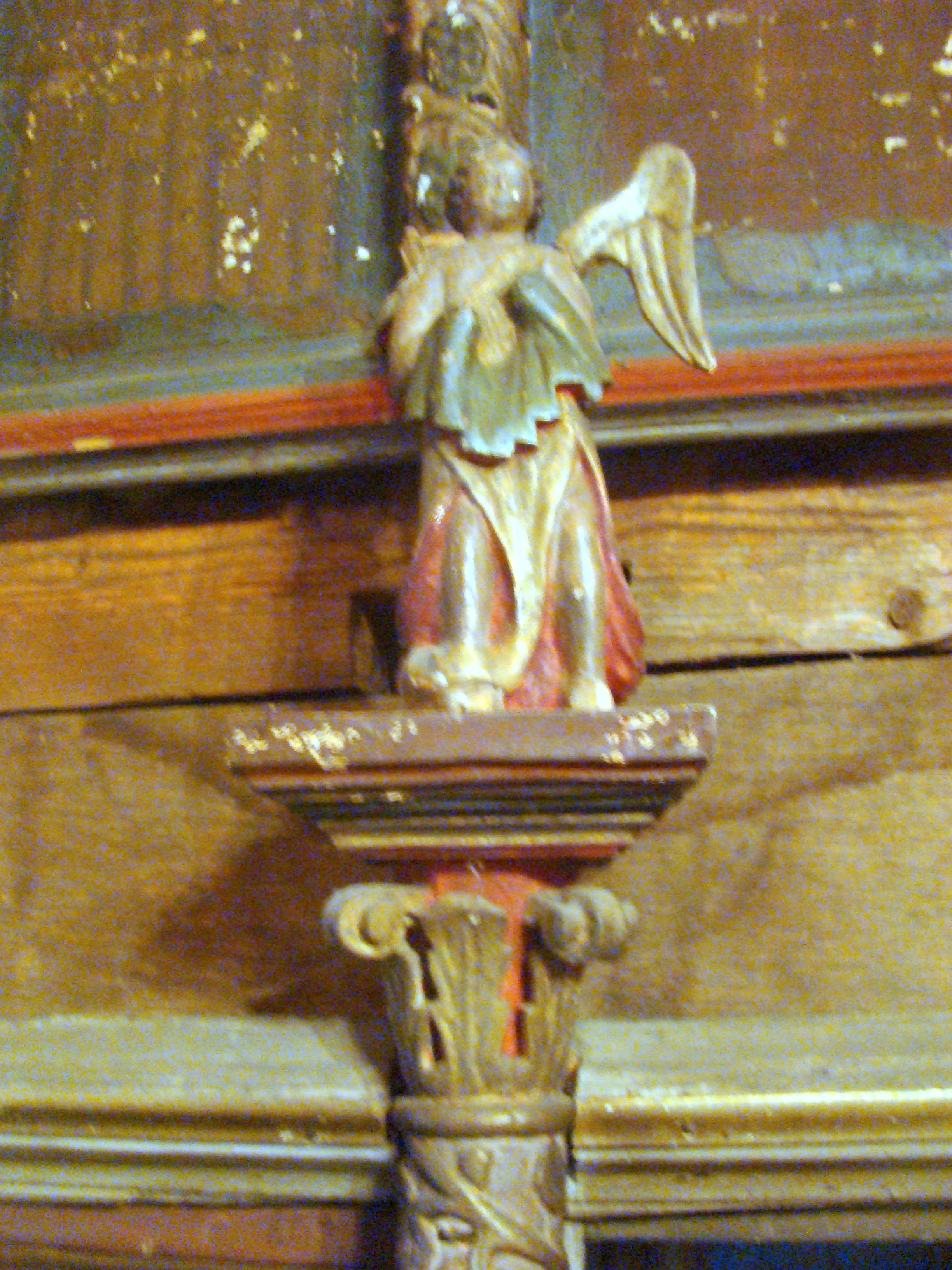
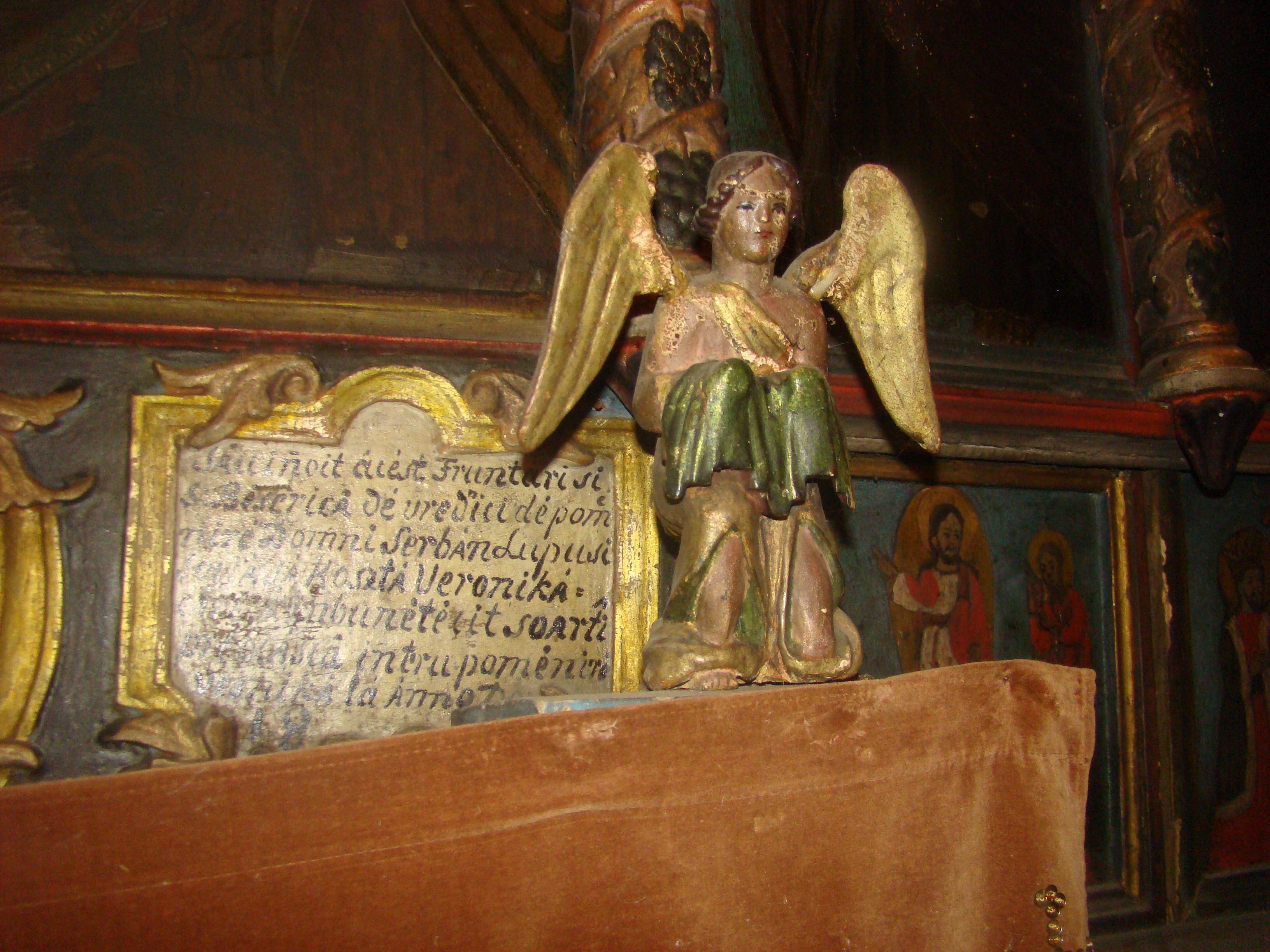
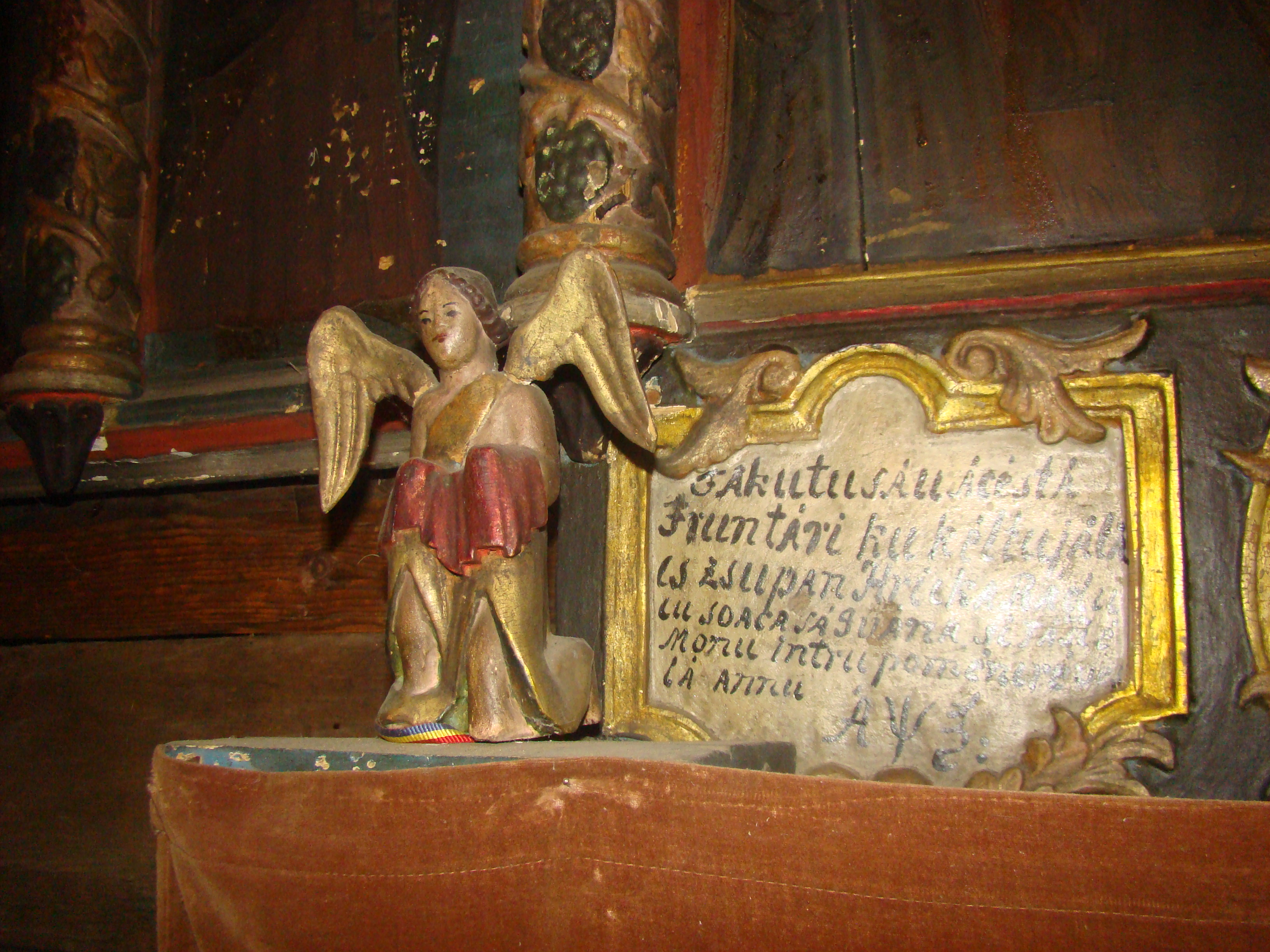
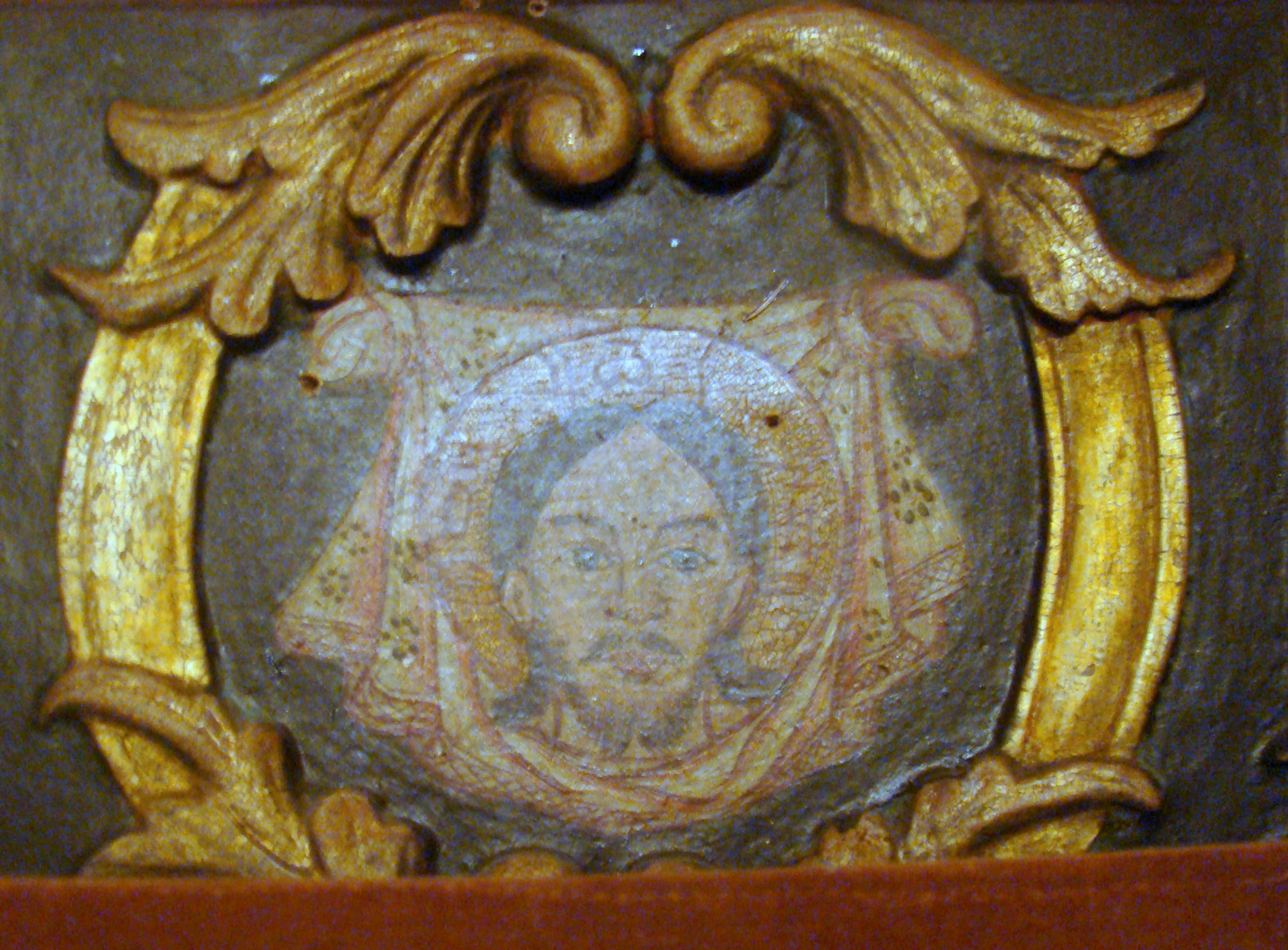
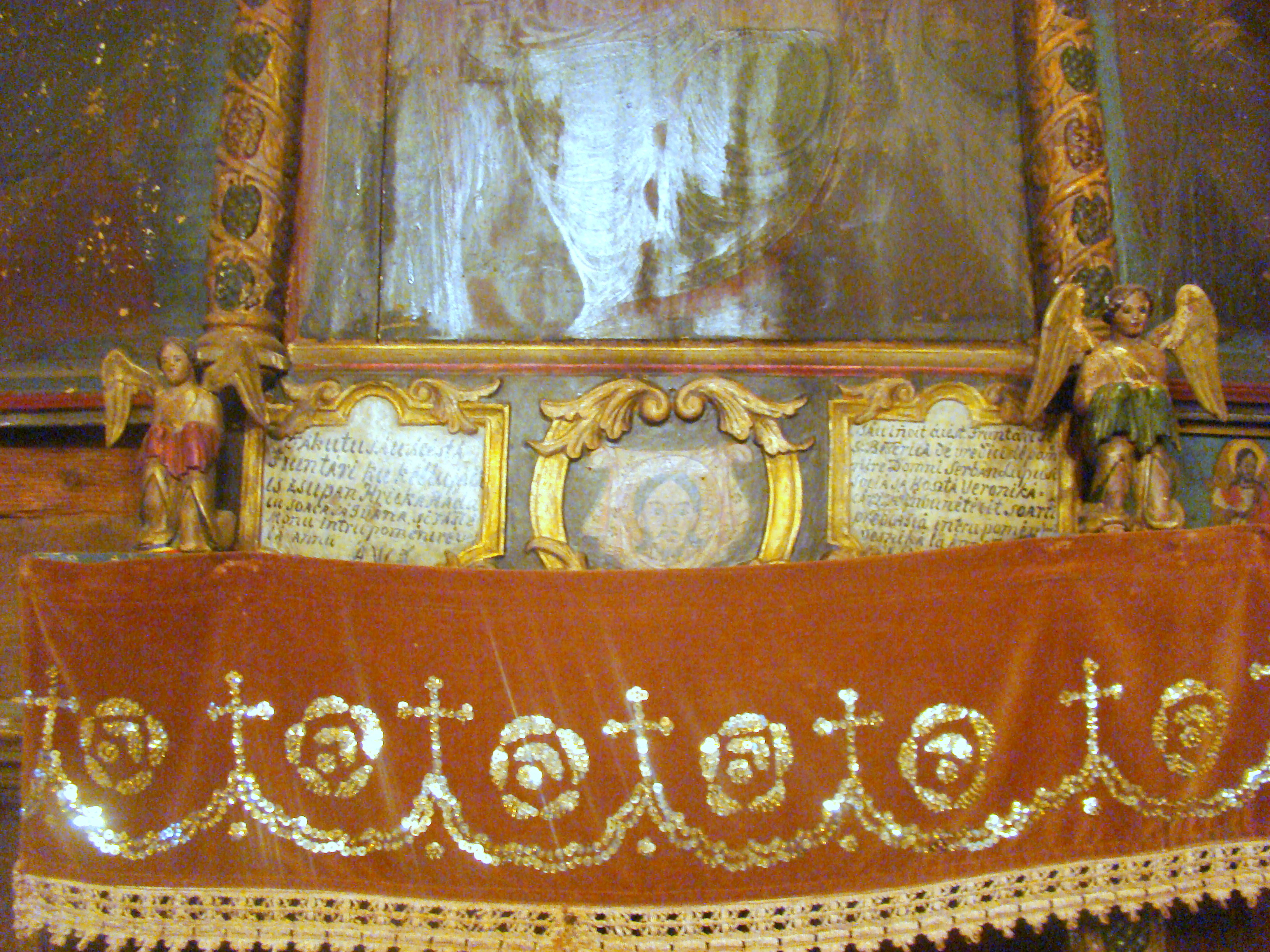
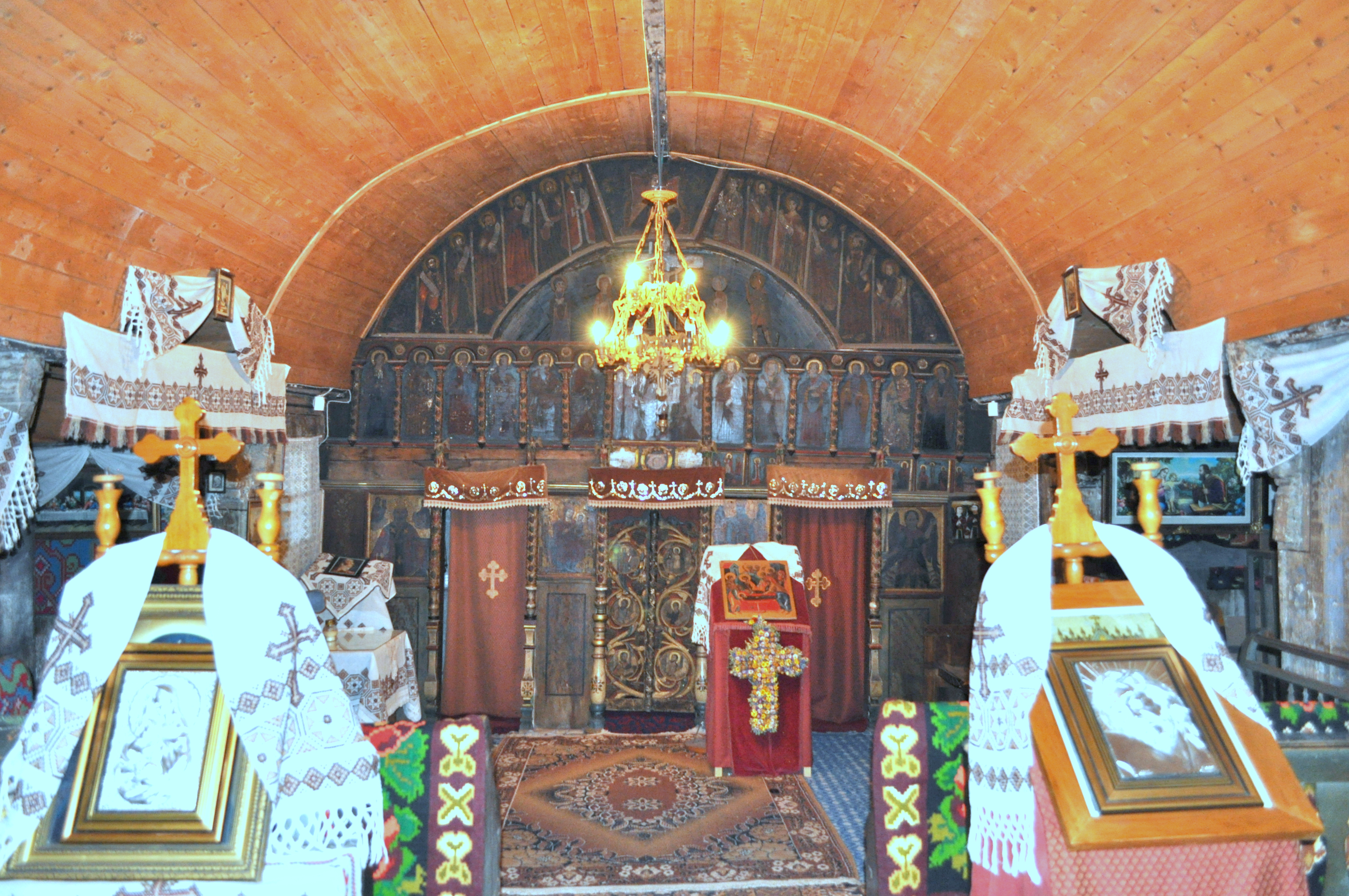
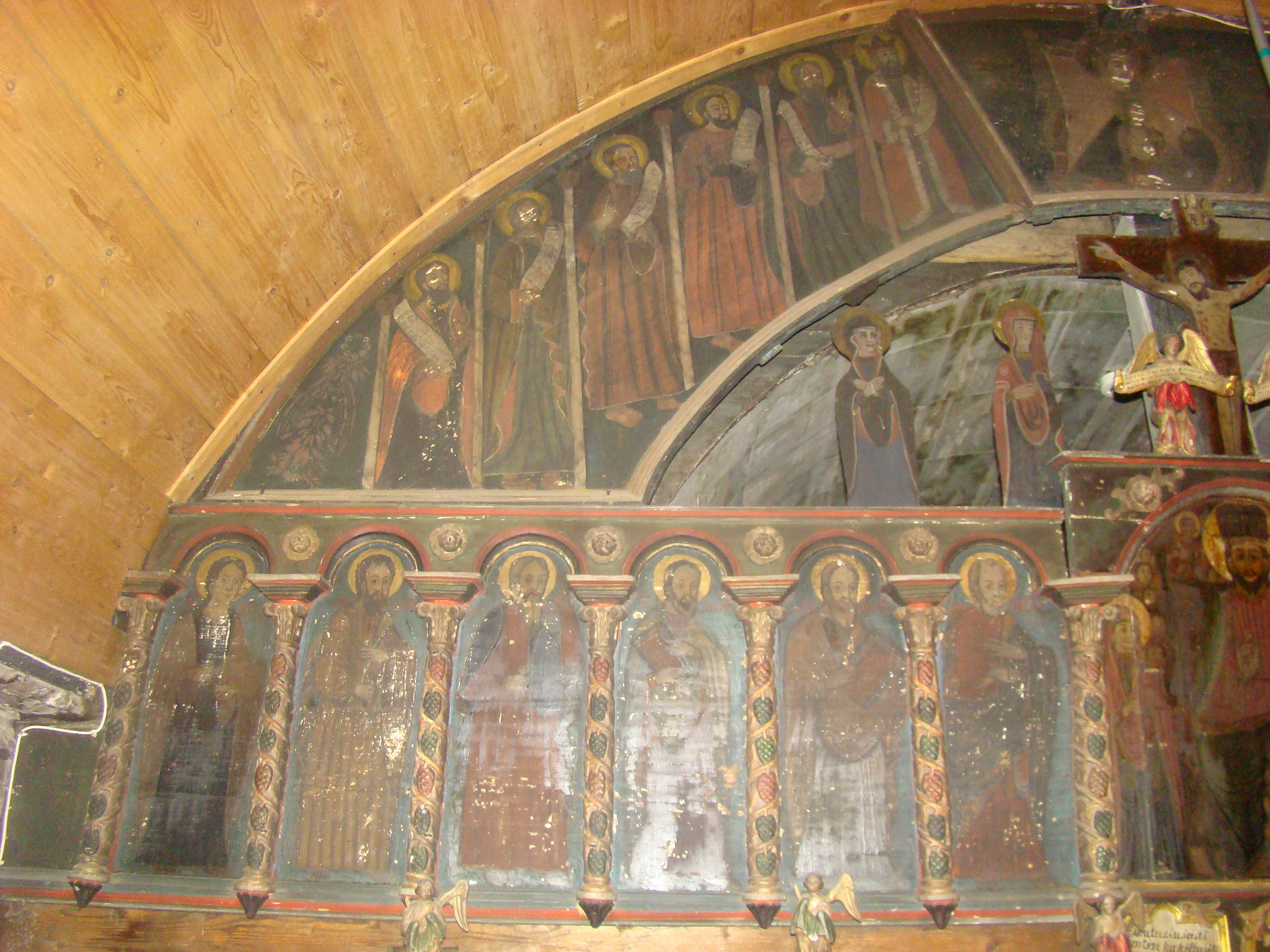
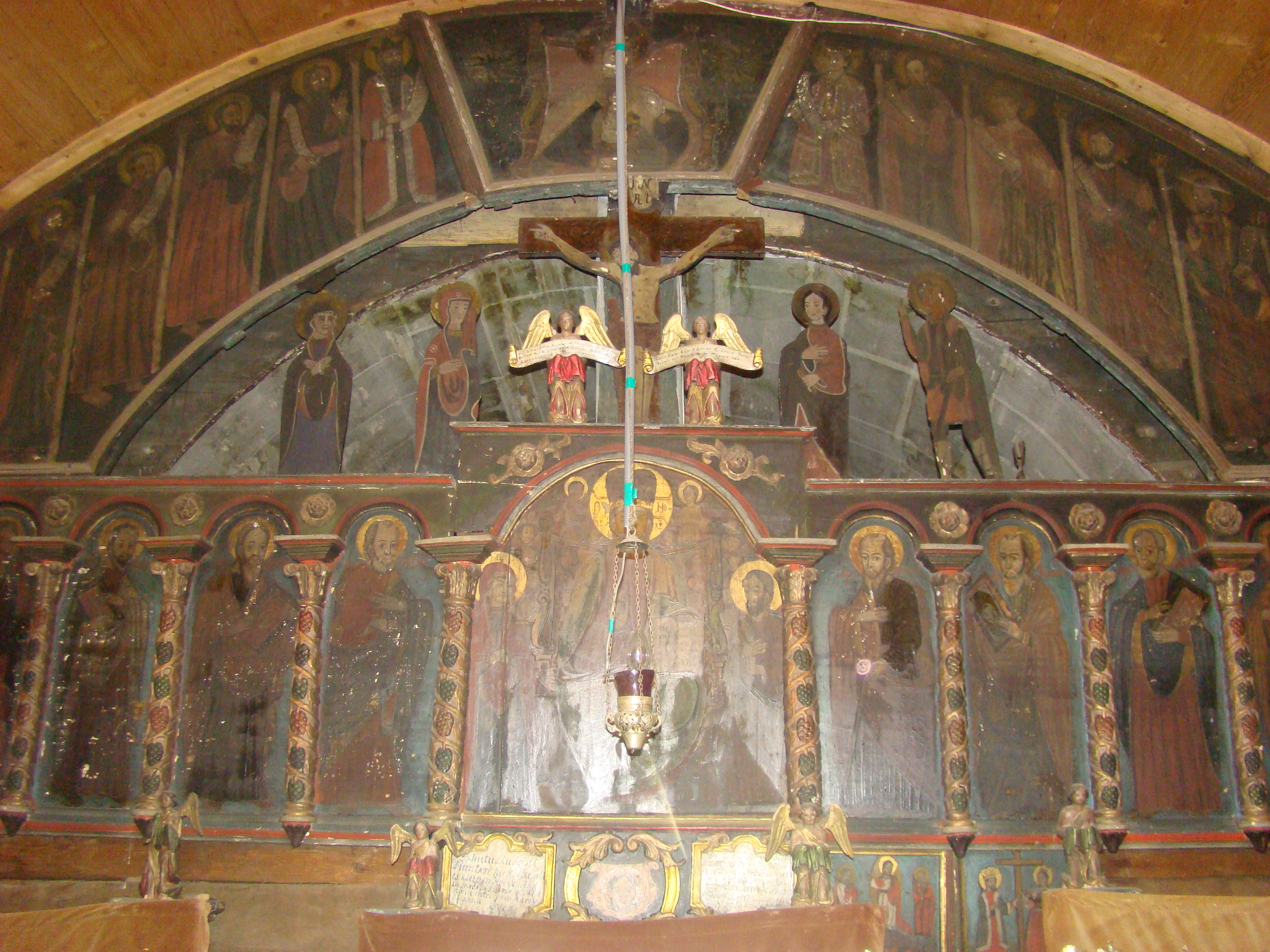
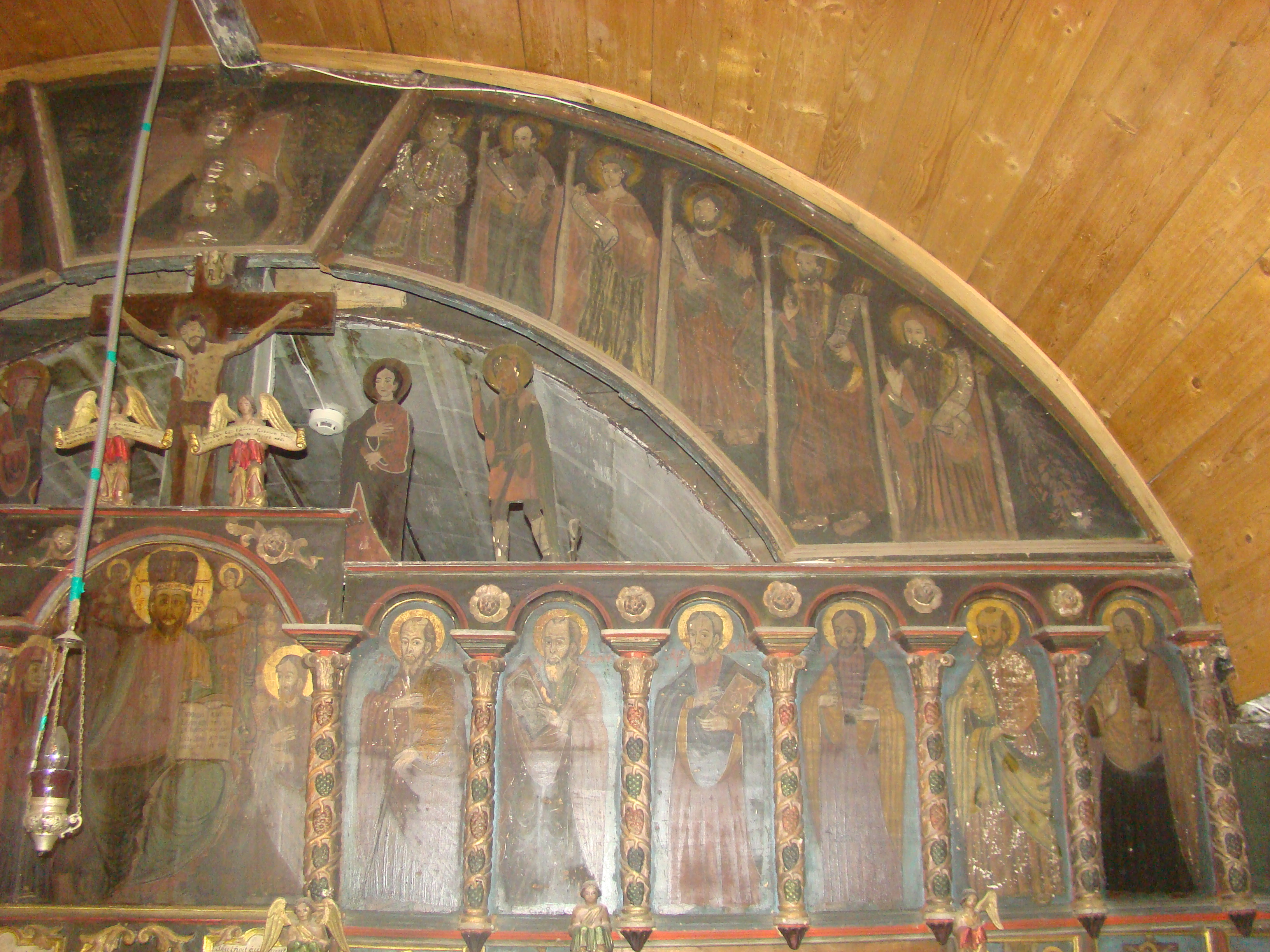
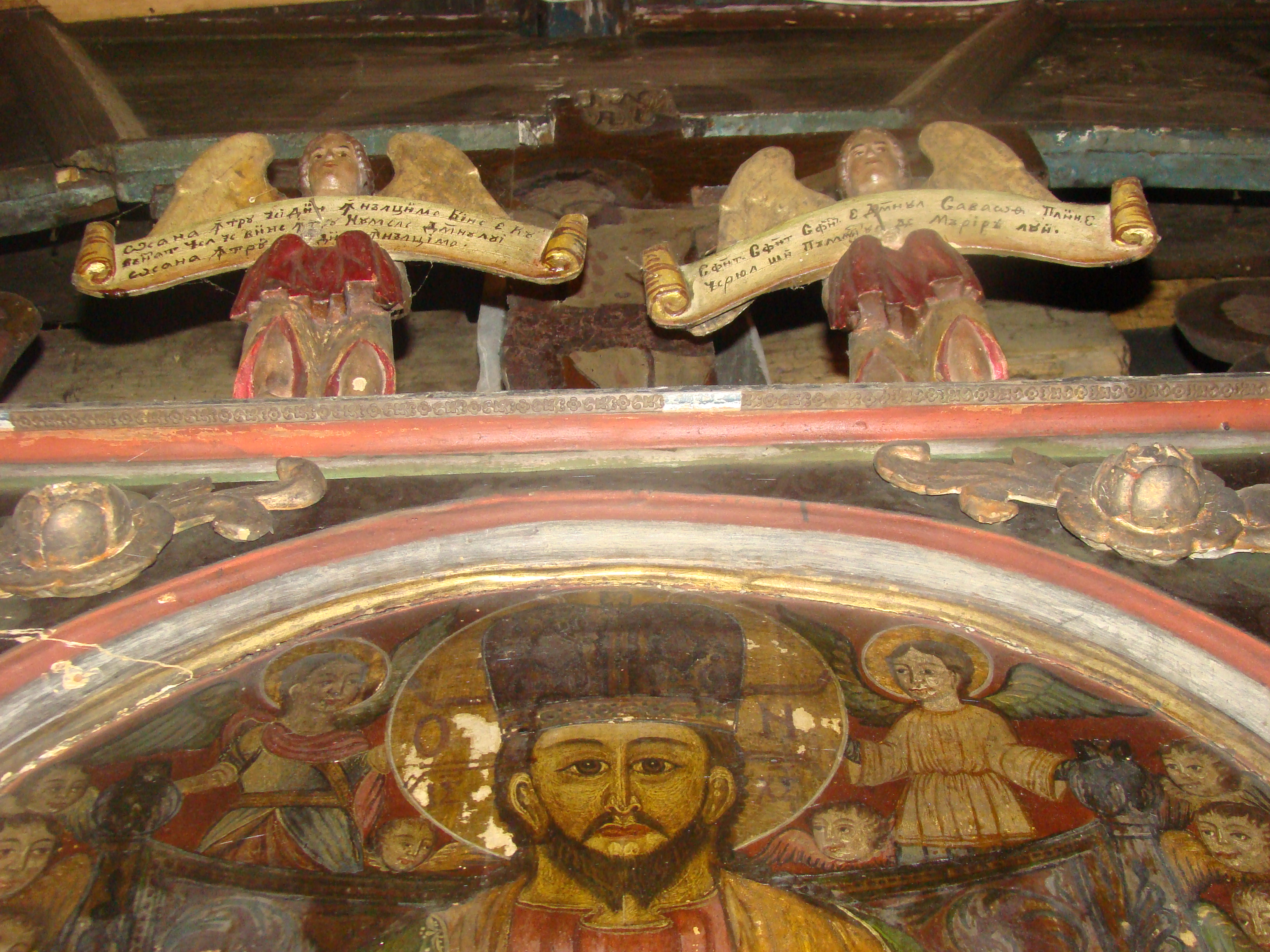
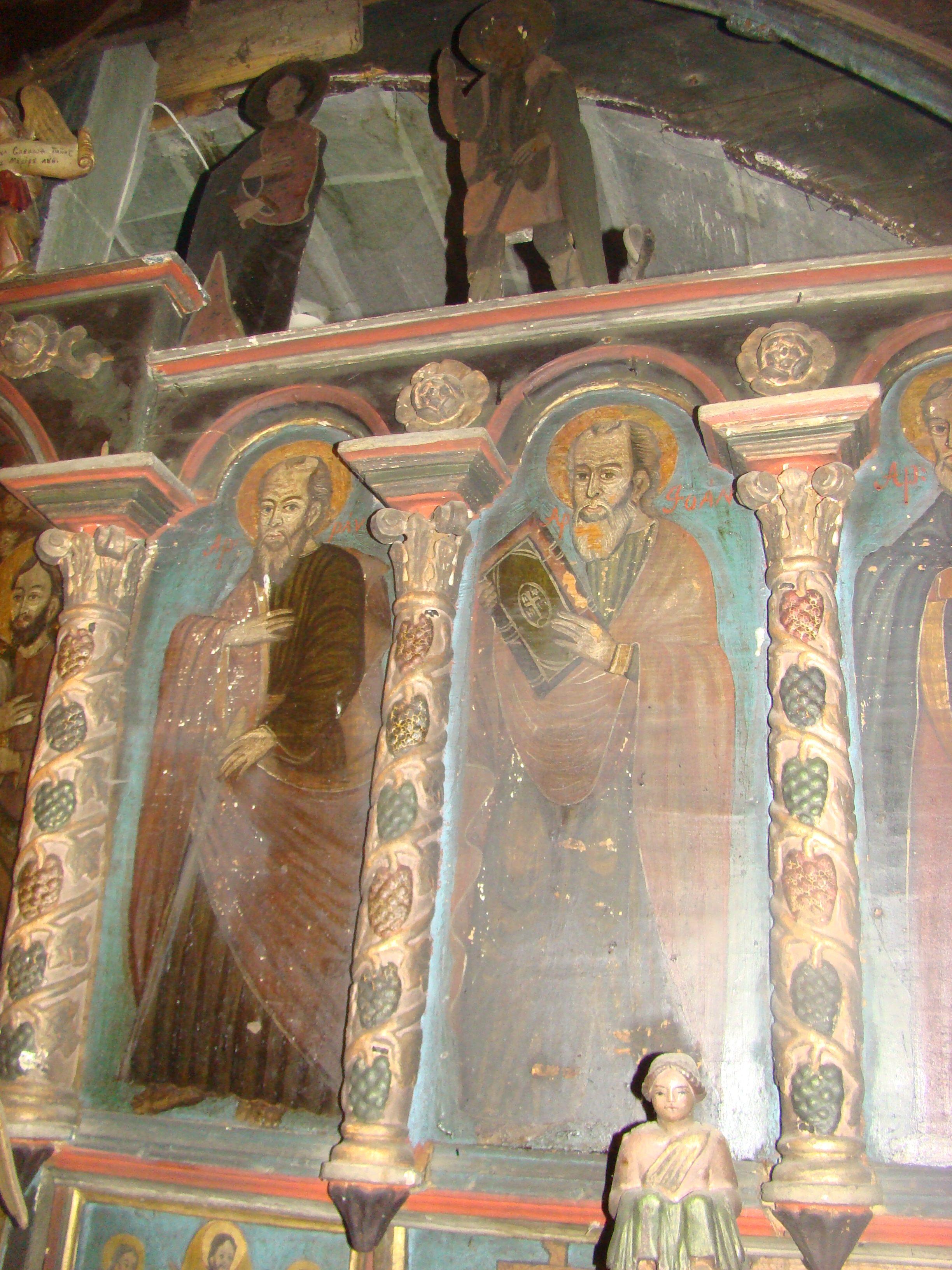
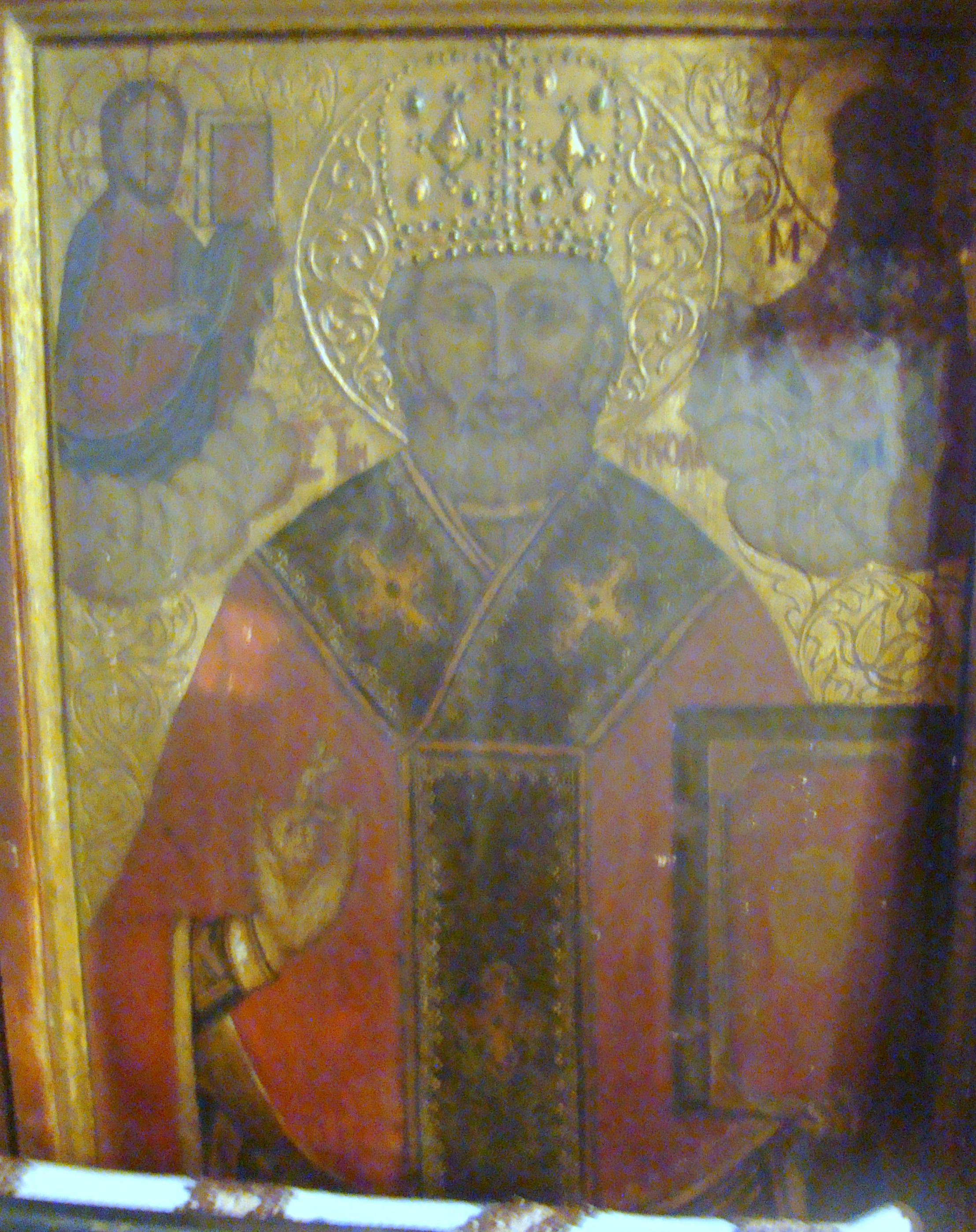
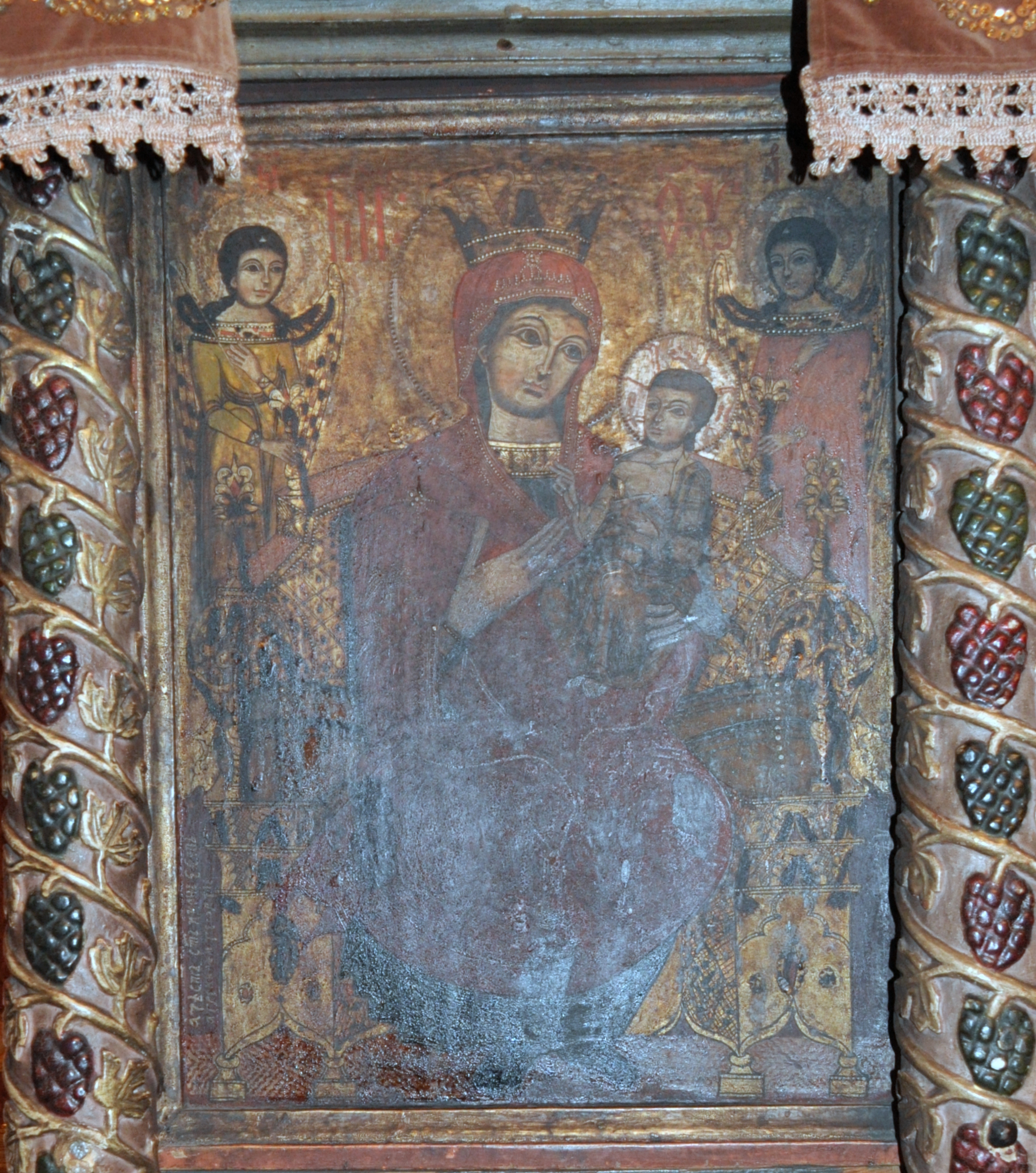
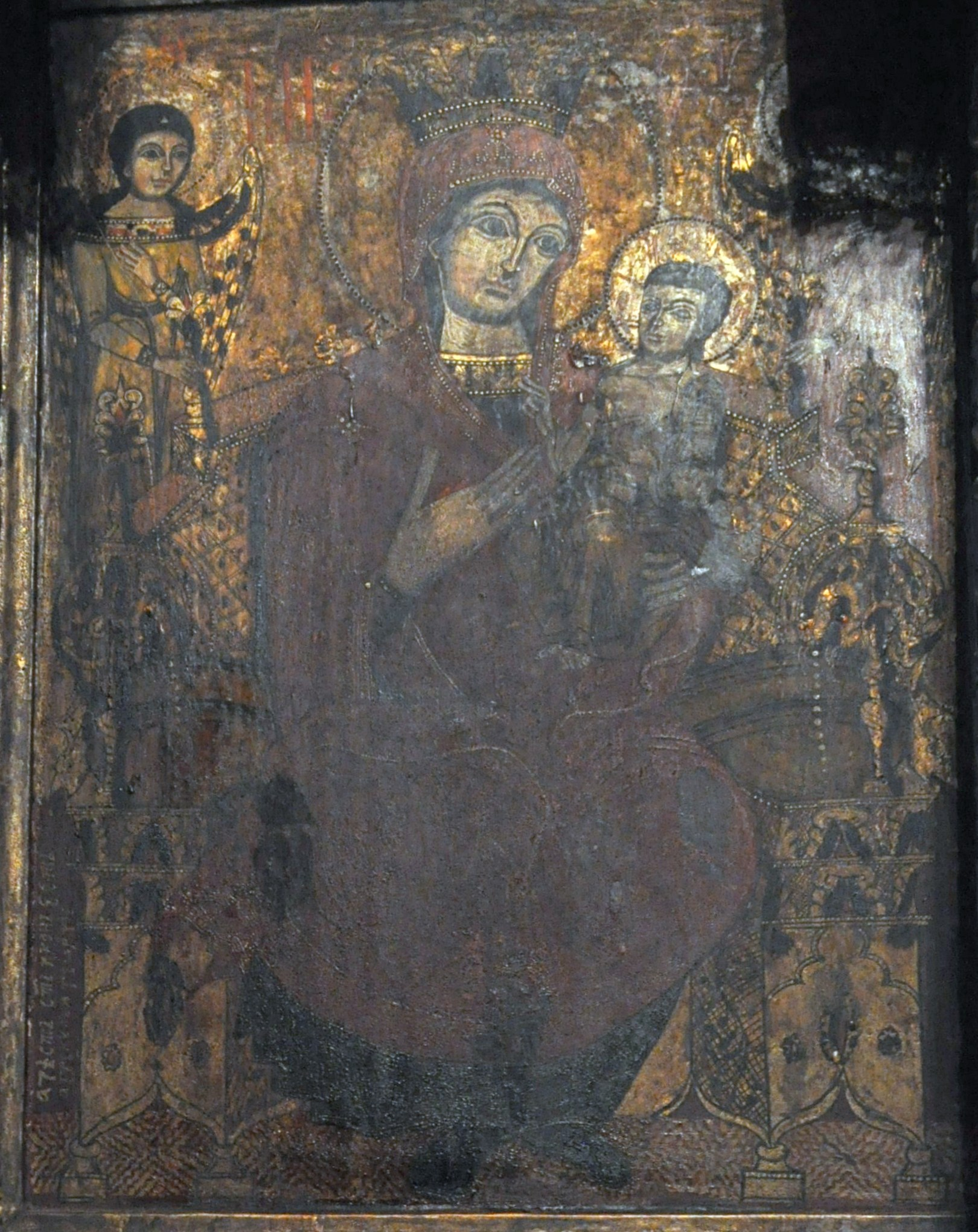
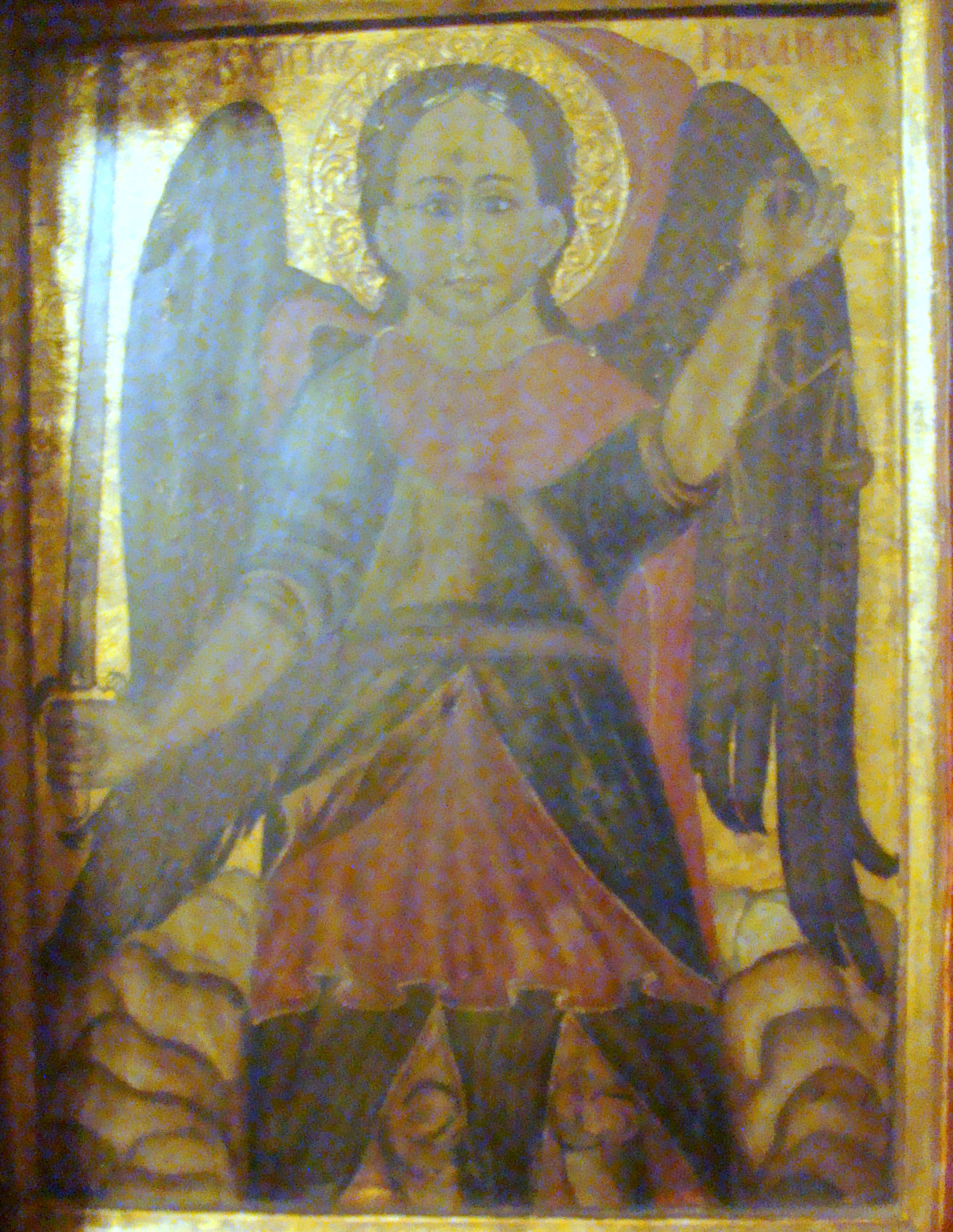
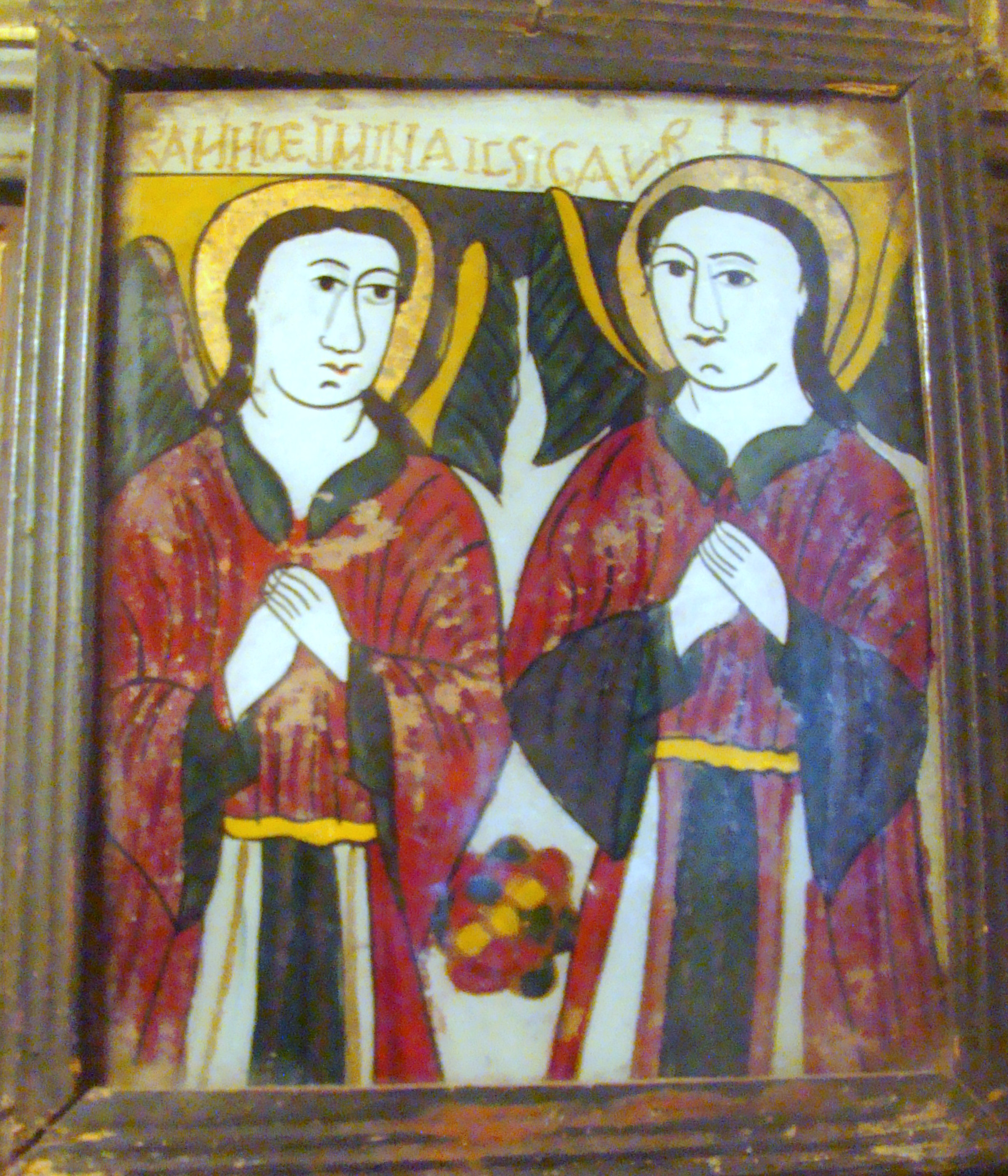